# 海洋委員會海巡署軍事設備列表
海洋委員會海巡署警用設備列表是羅列中華民國海洋委員會海巡署現役與曾經使用過的武器、警用裝備。

## 艦艇
截至2025年3月6為止，中華民國海洋委員會海巡署服役中的船艦共181艘：
- 1,000噸級以上巡防艦共15艘、500噸級以上，未滿1,000噸級巡防艦共13艘、100噸級及以下巡防艇共113艘、快艇34艘。
- 1,000噸級以上巡護船共3艘、100噸級以上，未滿1,000噸級巡護船共1艘、2艘搜救艇及4艘除污船。

早期由財政部移撥的船艦均命名為星字號，2000年1月海巡署成立後新造船艦以中華民國各縣市命名。預計於2033年前，新增CG601-CG615、CG1001-CG1007、CG5001-CG5005、2艘8,000噸巡防艦、10艘2,000噸巡防艦、14艘300噸巡防艇、14艘100噸巡防艇，以及6艘3,000噸級遠洋巡護船。預計1,000噸級以上大型艦艇將擴充至35艘以上，500噸以上未滿1,000噸中型艦艇維持12艘。
| 巡防救難艦列表 | 巡防救難艦列表 | 巡防救難艦列表 | 巡防救難艦列表     | 巡防救難艦列表            | 巡防救難艦列表     | 巡防救難艦列表                                                                                             | 巡防救難艦列表 |
| 艦名           | 舷號           | 艦級           | 建造船廠           | 隸屬                      | 服役日期           | 備註 |                |
| -------------- | -------------- | -------------- | ------------------ | ------------------------- | ------------------ | --- | -------------- |
| 南投艦         | CG122          | 500噸級        | 中信造船集團       | 東機隊                    | 2005年12月6日      | 原命名為台東艦，於成軍之前改名。預計2025年除役。                                                           |                |
| 金門艦         | CG123          | 500噸級        | 中信造船集團       | 中機隊                    | 2008年2月24日      | 預計2025年除役。                                                                                           |                |
| 台南艦         | CG126          | 2,000噸級      | 中信造船集團       | 南機隊                    | 2011年1月26日      | 2010年11月23日交船，為首艘具直升機甲板之巡防艦。                                                           |                |
| 新北艦         | CG127          | 2,000噸級      | 台灣國際造船基隆廠 | 北機隊                    | 2013年3月30日      | 2012年12月18日                                                                                             |                |
| 宜蘭艦         | CG128          | 3,000噸級      | 中信造船集團       | 北機隊                    | 2015年6月6日       | 2015年1月23日，為首艘備有直升機機庫之巡防艦，然只能容納海豚直升機，與空勤總隊的黑鷹直升機並不匹配。        |                |
| 高雄艦         | CG129          | 3,000噸級      | 中信造船集團       | 南機隊                    | 2015年6月6日       | 2015年1月6日                                                                                               |                |
| 苗栗艦         | CG131          | 1,000噸級      | 中信造船集團       | 中機隊                    | 2016年6月4日       | 2016年1月中旬開始執勤。                                                                                    |                |
| 桃園艦         | CG132          | 1,000噸級      | 中信造船集團       | 北機隊                    | 2016年6月4日       | 2016年4月開始執勤。                                                                                        |                |
| 台東艦         | CG133          | 1,000噸級      | 中信造船集團       | 東機隊                    | 2016年9月21日      | 2016年3月24日交船，2016年5月20日交艦，2016年5月開始執勤。                                                  |                |
| 屏東艦         | CG135          | 1,000噸級      | 中信造船集團       | 南機隊→第八（澎湖）海巡隊 | 2016年9月21日      | 2016年5月20日交船。2020年10月7日進駐第八（澎湖）海巡隊，以解決大陸漁船越界作業問題。                       |                |
| 安平艦         | CG601          | 600噸級        | 中信造船集團       | 南機隊                    | 2020年12月11日交船 | 艦體參考中華民國海軍沱江級巡邏艦設計。備有四組飛彈箱導軌，可於24小時內可完成裝彈戰備。                     |                |
| 成功艦         | CG602          | 600噸級        | 中信造船集團       | 東機隊                    | 2021年6月25日交船  | 艦體參考中華民國海軍沱江級巡邏艦設計。備有四組飛彈箱導軌，可於24小時內可完成裝彈戰備。                     |                |
| 淡水艦         | CG603          | 600噸級        | 中信造船集團       | 北機隊                    | 2021年10月28日交船 | 艦體參考中華民國海軍沱江級巡邏艦設計。備有四組飛彈箱導軌，可於24小時內可完成裝彈戰備。                     |                |
| 旗津艦         | CG605          | 600噸級        | 中信造船集團       | 南機隊                    | 2022年4月8日交船   | 艦體參考中華民國海軍沱江級巡邏艦設計。備有四組飛彈箱導軌，可於24小時內可完成裝彈戰備。                     |                |
| 八里艦         | CG606          | 600噸級        | 中信造船集團       | 北機隊                    | 2022年10月6日交船  | 艦體參考中華民國海軍沱江級巡邏艦設計。備有四組飛彈箱導軌，可於24小時內可完成裝彈戰備。                     |                |
| 吉安艦         | CG607          | 600噸級        | 中信造船集團       | 東機隊                    | 2023年5月15日交船  | 艦體參考中華民國海軍沱江級巡邏艦設計。備有四組飛彈箱導軌，可於24小時內可完成裝彈戰備。                     |                |
| 萬里艦         | CG609          | 600噸級        | 中信造船集團       | 北機隊                    | 2023年11月10日交船 | 艦體參考中華民國海軍沱江級巡邏艦設計。備有四組飛彈箱導軌，可於24小時內可完成裝彈戰備。                     |                |
| 永康艦         | CG610          | 600噸級        | 中信造船集團       | 南機隊                    | 2024年6月2日交船   | 艦體參考中華民國海軍沱江級巡邏艦設計。備有四組飛彈箱導軌，可於24小時內可完成裝彈戰備。                     |                |
| 長濱艦         | CG611          | 600噸級        | 中信造船集團       | 東機隊                    | 2025年1月10日交船  | 艦體參考中華民國海軍沱江級巡邏艦設計。備有四組飛彈箱導軌，可於24小時內可完成裝彈戰備。                     |                |
| 蘇澳艦         | CG612          | 600噸級        | 中信造船集團       | 東機隊                    | 預計2025年交船     | 艦體參考中華民國海軍沱江級巡邏艦設計。備有四組飛彈箱導軌，可於24小時內可完成裝彈戰備。                     |                |
|                | CG613          | 600噸級        | 中信造船集團       |                           | 預計2025年交船     | 艦體參考中華民國海軍沱江級巡邏艦設計。備有四組飛彈箱導軌，可於24小時內可完成裝彈戰備。                     |                |
|                | CG615          | 600噸級        | 中信造船集團       |                           | 預計2026年交船     | 艦體參考中華民國海軍沱江級巡邏艦設計。備有四組飛彈箱導軌，可於24小時內可完成裝彈戰備。                     |                |
| 嘉義艦         | CG5001         | 4,000噸級      | 台灣國際造船高雄廠 | 中機隊                    | 2021年4月29日交船  | 以芬坎蒂尼集團VARD 7 125型艦發展而來的大型巡邏艦，強化了救難醫療功能，配有手術室、病房艙間及負壓隔離病床。 |                |
| 新竹艦         | CG5002         | 4,000噸級      | 台灣國際造船高雄廠 | 北機隊                    | 2022年4月22日交船  | 以芬坎蒂尼集團VARD 7 125型艦發展而來的大型巡邏艦，強化了救難醫療功能，配有手術室、病房艙間及負壓隔離病床。 |                |
| 雲林艦         | CG5003         | 4,000噸級      | 台灣國際造船高雄廠 | 南機隊                    | 2024年3月9日交船   | 以芬坎蒂尼集團VARD 7 125型艦發展而來的大型巡邏艦，強化了救難醫療功能，配有手術室、病房艙間及負壓隔離病床。 |                |
| 台北艦         | CG5005         | 4,000噸級      | 台灣國際造船高雄廠 | 中機隊                    | 預計2025年9月交船  | 以芬坎蒂尼集團VARD 7 125型艦發展而來的大型巡邏艦，強化了救難醫療功能，配有手術室、病房艙間及負壓隔離病床。 |                |
| 彰化艦         | CG1001         | 1,000噸級      | 台灣國際造船基隆廠 | 中機隊                    | 2022年11月16日交船 | 2023年9月，台船表示2027年全部交艦完畢。 本型艦雖名為1,000噸級，實以2,000噸級規格打造。                     |                |
| 台中艦         | CG1002         | 1,000噸級      | 台灣國際造船基隆廠 | 中機隊                    | 2023年12月20日交船 | 2023年9月，台船表示2027年全部交艦完畢。 本型艦雖名為1,000噸級，實以2,000噸級規格打造。                     |                |
| 連江艦         | CG1005         | 1,000噸級      | 台灣國際造船基隆廠 | 第八（澎湖）海巡隊        | 2024年11月6日交船  | 2023年9月，台船表示2027年全部交艦完畢。 本型艦雖名為1,000噸級，實以2,000噸級規格打造。                     |                |
| 花蓮艦         | CG1006         | 1,000噸級      | 台灣國際造船基隆廠 | 東機隊                    | 2024年11月6日下水  | 2023年9月，台船表示2027年全部交艦完畢。 本型艦雖名為1,000噸級，實以2,000噸級規格打造。                     |                |
|                | CG1007         | 1,000噸級      | 台灣國際造船基隆廠 |                           | 預計2026年交船     | 2023年9月，台船表示2027年全部交艦完畢。 本型艦雖名為1,000噸級，實以2,000噸級規格打造。                     |                |
|                | CG1008         | 1,000噸級      | 台灣國際造船基隆廠 |                           | 預計2027年交船     | 2023年9月，台船表示2027年全部交艦完畢。 本型艦雖名為1,000噸級，實以2,000噸級規格打造。                     |                |

| 遠洋巡護船 | 遠洋巡護船 | 遠洋巡護船   | 遠洋巡護船 | 遠洋巡護船         | 遠洋巡護船                                                                               | 遠洋巡護船 |
| 艦名       | 艦級       | 建造船廠     | 隸屬       | 服役日期           | 備註                                                                                     |            |
| ---------- | ---------- | ------------ | ---------- | ------------------ | ---------------------------------------------------------------------------------------- | ---------- |
| 巡護七號   | 1,000噸級  | 中信造船集團 | 直屬船隊   | 2011年1月26日      | 2010年11月19日交船                                                                       |            |
| 巡護八號   | 1,000噸級  | 中信造船集團 | 直屬船隊   | 2013年3月30日      | 2012年12月14日交船                                                                       |            |
| 巡護九號   | 1,000噸級  | 中信造船集團 | 直屬船隊   | 2013年6月28日      | 2013年4月12日交船                                                                        |            |
| 巡護十號   | 3,000噸級  | 台灣國際造船 | 直屬船隊   | 預計2026年7月交船  | 2023年9月19日，台船以新台幣114.28億得標。 本型艦雖名為3,000噸級，實際滿載排水量為5,000噸 |            |
|            | 3,000噸級  | 台灣國際造船 | 直屬船隊   | 預計2027年11月交船 | 2023年9月19日，台船以新台幣114.28億得標。 本型艦雖名為3,000噸級，實際滿載排水量為5,000噸 |            |
|            | 3,000噸級  | 台灣國際造船 | 直屬船隊   | 預計2028年3月交船  | 2023年9月19日，台船以新台幣114.28億得標。 本型艦雖名為3,000噸級，實際滿載排水量為5,000噸 |            |
|            | 3,000噸級  | 台灣國際造船 | 直屬船隊   | 預計2029年6月交船  | 2023年9月19日，台船以新台幣114.28億得標。 本型艦雖名為3,000噸級，實際滿載排水量為5,000噸 |            |
|            | 3,000噸級  | 台灣國際造船 | 直屬船隊   | 預計2030年7月交船  | 2023年9月19日，台船以新台幣114.28億得標。 本型艦雖名為3,000噸級，實際滿載排水量為5,000噸 |            |
|            | 3,000噸級  | 台灣國際造船 | 直屬船隊   | 預計2031年10月交船 | 2023年9月19日，台船以新台幣114.28億得標。 本型艦雖名為3,000噸級，實際滿載排水量為5,000噸 |            |

| 搜救艇 | 搜救艇                 | 搜救艇                  | 搜救艇   | 搜救艇                      | 搜救艇   | 搜救艇         |
| ------ | ---------------------- | ----------------------- | -------- | --------------------------- | -------- | -------------- |
| 編號   | 製造                   | 動力                    | 排水量   | 規格                        | 最高航速 | 備註           |
| RB-01  | 龍德造船               | 2,400匹 （1,200PS x 2） | 43.09噸  | 船長19米、 船寬：5.6米      | 27.5節   | 自動扶正搜救艇 |
| RB-03  | 龍德造船               | 2,400匹 （1,200PS x 2） | 43.09噸  | 船長19米、 船寬：5.6米      | 27.5節   | 自動扶正搜救艇 |
| 除污船 |                        |                         |          |                             |          |                |
| 編號   | 製造                   | 動力                    | 排水量   | 規格                        | 最高航速 | 備註           |
| ORB-02 | 得益造船廠、三陽造船廠 | 570匹 （285PS x 2）     | 107.99噸 | 船長：20.08米、 船寬：8.0米 | 11節     | 配置於馬公港   |
| ORB-03 | 得益造船廠、三陽造船廠 | 580匹                   | 110噸    | 船長：22.6米、 船寬：8.0米  | 11節     | 配置於基隆港   |
| ORB-05 | 得益造船廠、三陽造船廠 | 580匹                   | 110噸    | 船長：22.6米、 船寬：8.0米  | 11節     | 配置於台中港   |
| ORB-06 | 得益造船廠、三陽造船廠 | 580匹                   | 110噸    | 船長：22.6米、 船寬：8.0米  | 11節     | 配置於高雄港   |

### 巡防艇
100噸級
- PP-10025（第二代100噸級）
  - 船長：32米、船寬：7米、材質：鋼質鋁合金上構、排水量：118噸。
  - 動力：5,440匹（2,720PS x 2）。
  - 2002年由中信造船廠製造，以前批100噸級巡防艦艇為藍本，主要修改為加高上構高度為雙層，配備20機砲。
  - 編號：PP-10025

- PP-10028（第三代第一型100噸級） 
  - 船長：34.3米、船寬：7米、材質：全艇鋁合金材質、排水量：94.71噸。
  - 動力：6,220匹（3,110PS x 2）、最高航速：36節。
  - 2005年由蘇澳龍德造船公司設計建造，配備20機砲。
  - 編號：PP-10028、PP-10031

- PP-10032（第三代第二型第一批次100噸級）
  - 船長：34.3米、船寬：7米、材質：鋼質鋁合金上構、排水量：174噸。
  - 最高航速：30節。
  - 2010年由慶富造船公司設計建造。
  - 編號：PP-10032、PP-10033、PP-10035、PP-10037、PP-10038、PP-10039、PP-10050

- PP-10051（第三代第二型第二批次100噸級）
  - 建造28艘，前13艘由慶富造船建造，後15艘由台灣國際造船建造[19][20]。
  - 材質：鋼質鋁合金上構、排水量：174噸。
  - 最高航速：30節。
    - 2013年～2017年慶富造船建造13艘。
      - 編號：PP-10051、PP-10052、PP-10053、PP-10055、PP-10056、PP-10057、PP-10059、PP-10060、PP-10061、PP-10062、PP-10063、PP-10065、PP-10066

    - 2018年～2023年台灣國際造船建造15艘。
      - 配備20機砲；續航力1,200浬以上[21]。
      - 編號：PP-10068、PP-10069、PP-10070、PP-10071、PP-10072、PP-10073、PP-10075、PP-10077、PP-10078、PP-10079、PP-10080、PP-10081、PP-10082、PP-10083、PP-10086

- PP-10087（第四代100噸級）
  - 2019年～2027年中信造船預計建造17艘。
  - 船長：40公尺、船寬：7.8公尺、船深：4.2公尺、材質：全艇鋁合金材質、載重量不小於58.0公噸、最大排水量：319噸。蒲氏風力9級時，仍有執行任務之能力[22]。
  - 動力：採用MAN 16V175D-ML型柴油主機2具。總功率6,400KW（3,200KW x 2）[23]。最高航速：26.8節[24]。續航力達1,300海里，速度15節[24]。
  - 具緊急拖帶船（500噸）能力。
  - 左、右舷外板上，特別設計加裝大型防撞碰墊[22]。
  - 配備一門20機砲及射程達95公尺以上之高壓水砲[24][22]。
  - 可攜帶一艘工作小艇，最高速度：33節，搭載人數：6員[24]
  - 編號：PP-10087、PP-10088、PP-10089、PP-10090、PP-10091、PP-10092、PP-10093、PP-10095、PP-10096、PP-10097
  - 編號（建造中）：PP-10098、PP-10099、PP-10001、PP-10002、PP-10005、PP-10006、PP-10007

35噸級
- PP-3535（第二代35噸級）
  - 船長：21米、船寬：5米、材質：FRP、排水量：33.4噸。
  - 動力：2,300匹（1,150PS x 2）、最高航速：31節。
  - 2004年由龍德造船公司製造。
  - 編號：PP-3535、PP-3536、PP-3537、PP-3538、PP-3539、PP-3550、PP-3552、PP-3553、PP-3555、PP-3556、PP-3557、PP-3558、PP-3559、PP-3560、PP-3561、PP-3562、PP-3563、PP-3565、PP-3566、PP-3567、PP-3568、PP-3572、PP-3576、PP-3580

- PP-3581（第三代35噸級），預計建造52艘[25][26]。
  - 船長：22.35米、船寬：5.12米、材質：鋁合金。
  - 動力：1,324kW x 2 [27]
  - 最高航速：45節。
  - 排水量：46.6噸。
  - 續航力：600海里[28]。
  - 噴水裝置：特別強化消防滅火功能，噴水量約為每小時70公秉、最大射程超過60公尺，可由駕駛室遙控操作，除可執行海上救難，更能用於驅離不法船舶[29]。
  - 2019年起由中信造船廠製造。
  - 編號：PP-3581[30]、PP-3582[31][32]、PP-3583[33]、PP-3585、PP-3586、PP-3587、PP-3589、PP-3590、PP-3591、PP-3592、PP-3593、PP-3595、PP-3596、PP-3598[34][35]、PP-3599、PP-3501、PP-3502、PP-3503[36]、PP-3505[37]、PP-3507、PP-3508、PP-3509、PP-3510、PP-3511、PP-3512、PP-3513、PP-3516、PP-3517、PP-3518、PP-3519、PP-3520、PP-3521、PP-3522、PP-3523、PP-3525、PP-3526、PP-3527、PP-3528
  - 編號（建造中）：PP-3529、PP-3530、PP-3531、PP-3532、PP-35100、PP-35101、PP-35102、PP-35103、PP-35105、PP-35106、PP-35107、PP-35108、PP-35109、PP-35110、PP-35111

### 快艇
- CP-1019（沿岸多功能艇）
  - 船長：11.86米、船寬：（含浮管）3.4米、材質：玻璃纖維、排水量：8噸。
  - 動力：900匹（300PS*3）、最高航速：46.7節[38][39]、續航力：288浬（約553公里）。
  - 數量：50艘。
  - 2019年由罡旻企業有限公司建造中。[40][41]
  - 編號：CP-1019、CP-1020、CP-1022、CP-1023、CP-1025、CP-1026、CP-1027[42]、CP-1028、CP-1029、CP-1031、CP-1032、CP-1033、CP-1035、CP-1036、CP-1037、CP-1038、CP-1039、CP-1050、CP-1051、CP-1052、CP-1053、CP-1055、CP-1056、CP-1058、CP-1059、CP-1060、CP-1061、CP-1062、CP-1063、CP-1065、CP-1066、CP-1067、CP-1068、CP-1069、CP-1070、CP-1071、CP-1072、CP-1073、CP-1075
  - 編號（建造中）：CP-1076、CP-1077、CP-1078、CP-1079、CP-1080、CP-1081、CP-1082、CP-1083、CP-1085、CP-1086、CP-1087

- K92特種作戰突擊艇[43][44]
  - 船長：米、船寬：米、材質：玻璃纖維、排水量：
  - 動力：、最高航速：50節、續航力：
  - 數量：3艘。首艘2021年10月1日交船[45]、第2艘2021年12月底交船[46]、第3艘2022年5月底交船。

### 已除役艦艇

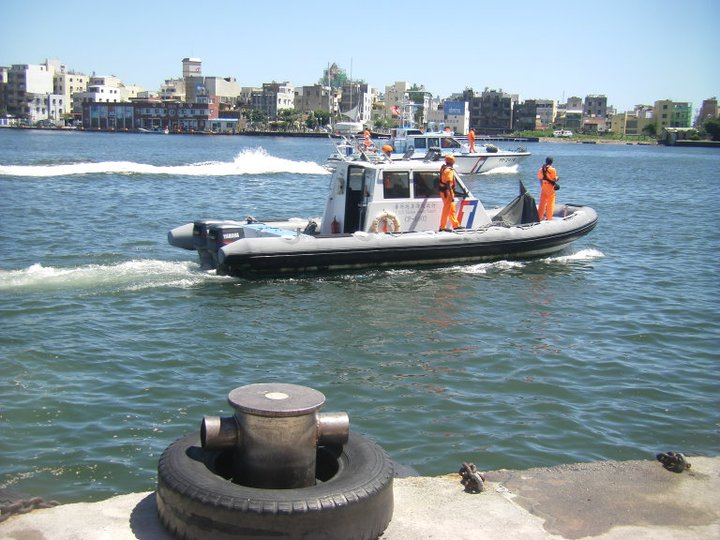
CP-1002多功能巡緝艇 / PP-2016巡防艇（後）
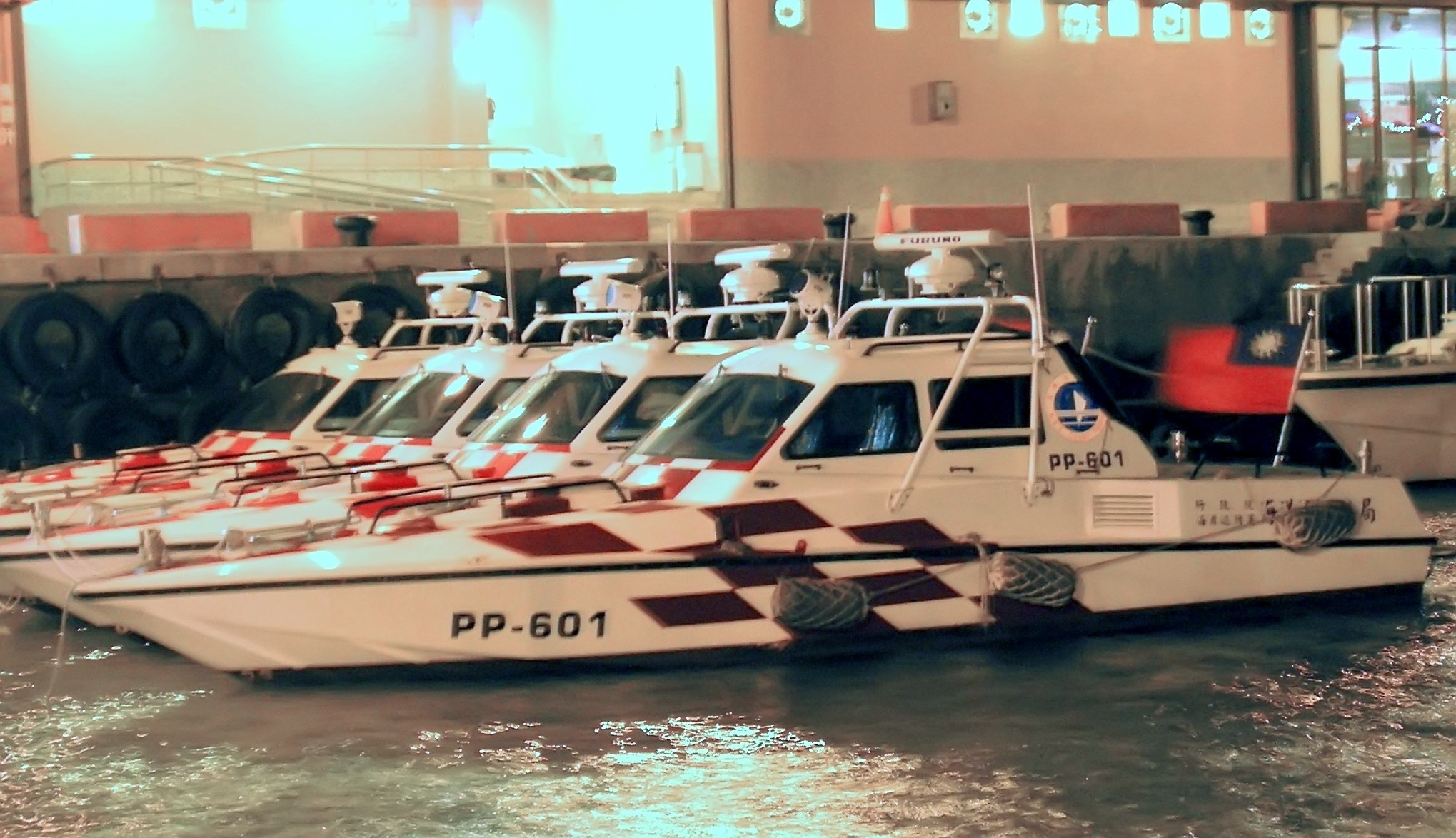
PP-601 M6快艇

| 除役巡防救難艦列表 | 除役巡防救難艦列表 | 除役巡防救難艦列表 | 除役巡防救難艦列表                     | 除役巡防救難艦列表 | 除役巡防救難艦列表 | 除役巡防救難艦列表                                       | 除役巡防救難艦列表 |
| 艦名               | 舷號               | 艦級               | 建造船廠                               | 服役日期           | 除役日期           | 備註                                                     |                    |
| ------------------ | ------------------ | ------------------ | -------------------------------------- | ------------------ | ------------------ | -------------------------------------------------------- | ------------------ |
| 和星               | CG101              | 2,000噸級          | 中國造船（今 台灣國際造船）基隆廠      | 1992年8月          | 2022年3月29日      | 財政部關稅總局移撥之巡緝艦，2000年移撥海巡署。           |                    |
| 偉星               | CG102              | 2,000噸級          | 中國造船（今 台灣國際造船）基隆廠      | 1992年1月10日      | 2025年4月25日      | 財政部關稅總局移撥之巡緝艦，2000年移撥海巡署。           |                    |
| 謀星               | CG105              | 800噸級            | 荷蘭威爾頓·費吉諾 （Wilton-Fijenoord） | 1988年7月          | 2022年3月29日      | 財政部關稅總局移撥之巡緝艦，2000年移撥海巡署。           |                    |
| 福星               | CG106              | 800噸級            | 荷蘭威爾頓·費吉諾 （Wilton-Fijenoord） | 1988年6月交船      | 2020年10月7日      | 財政部關稅總局移撥之巡緝艦，2000年移撥海巡署。           |                    |
| 寶星               | CG107              | 500噸級            | 中國造船（今 台灣國際造船）基隆廠      | 1980年5月20日交船  | 2008年3月10日      | 財政部關稅總局移撥之巡緝艦，2000年移撥海巡署。           |                    |
| 欽星               | CG108              | 500噸級            | 中國造船（今 台灣國際造船）基隆廠      | 1985年6月12日      | 2010年6月9日       | 財政部關稅總局移撥之巡緝艦，2000年移撥海巡署。           |                    |
| 德星               | CG109              | 500噸級            | 日本臼杵造船所                         | 1977年7月交船      | 2014年12月30日     | 財政部關稅總局移撥之巡緝艦，2000年移撥海巡署。           |                    |
| 潯星               | CG110              | 300噸級            | 中國造船（今 台灣國際造船）基隆廠      | 1986年12月交船     | 2005年11月7日      | 財政部關稅總局移撥之巡緝艦，2000年移撥海巡署。           |                    |
| 台北               | CG116              | 500噸級            | 中信造船集團                           | 2001年3月9日       | 2023年10月4日      | 前保安警察第七總隊籌劃建造。                             |                    |
| 台中               | CG117              | 500噸級            | 慶富造船                               | 2001年3月1日交船   | 2023年10月4日      | 財政部關稅總局籌劃建造（原國星艦），於2001年移撥海巡署。 |                    |
| 基隆               | CG118              | 500噸級            | 慶富造船                               | 2001年4月9日交船   | 2023年10月27日     | 財政部關稅總局籌劃建造（原雄星艦），於2001年移撥海巡署。 |                    |
| 花蓮               | CG119              | 500噸級            | 慶富造船                               | 2001年7月4日       | 2025年4月25日      | 財政部關稅總局籌劃建造（原廷星艦），於2001年移撥海巡署。 |                    |
| 澎湖               | CG120              | 500噸級            | 慶富造船                               | 2001年5月28日      | 2025年4月25日      | 財政部關稅總局籌劃建造（原居星艦），於2001年移撥海巡署。 |                    |
| 連江               | CG125              | 500噸級            | 中信造船集團                           | 2008年2月24日      | 2023年10月27日     |                                                          |                    |

| 巡護一號 | 800噸級 | 聯合造船     | 1992年11月交船 | 2025年4月25日 | 行政院農委會移撥之漁業巡護船 |
| 巡護二號 | 400噸級 | 中信造船集團 | 1992年10月交船 | 2013年7月18日 | 行政院農委會移撥之漁業巡護船 |
| 巡護三號 | 400噸級 | 中信造船集團 | 1992年10月交船 | 2013年1月22日 | 行政院農委會移撥之漁業巡護船 |
| 巡護五號 | 100噸級 | 豐國造船     | 1992年11月交船 | 2014年9月5日  | 行政院農委會移撥之漁業巡護船 |
| 巡護六號 | 300噸級 | 豐國造船     | 1992年交船     | 2020年3月底   | 行政院農委會移撥之漁業巡護船 |

| 搜救艇 | 搜救艇   | 搜救艇                  | 搜救艇  | 搜救艇                 | 搜救艇   | 搜救艇   | 搜救艇     | 搜救艇 |
| ------ | -------- | ----------------------- | ------- | ---------------------- | -------- | -------- | ---------- | --- |
| 編號   | 製造     | 動力                    | 排水量  | 規格                   | 最高航速 | 服役日期 | 除役日期   | 備註 |
| RB-02  | 龍德造船 | 2,400匹 （1,200PS x 2） | 43.09噸 | 船長19米、 船寬：5.6米 | 27.5節   | 2002年   | 2020年10月 | 自動扶正搜救艇。 退役後海巡署將捐贈給海科館，與海科館共同展開海洋教育的推動，展示日期將配合「第一屆臺灣科學節」開幕當天(2020年10月31日)一同登場。 |

100噸級
- PP-10001
  - 船長：30.5米、船寬：6.8米、材質：鋼質鋁合金上構、排水量：103噸。
  - 動力：6,200匹（3,100PS x 2）、最高航速：28節。
  - 1994年分別由台機、中信造船製造。
  - 編號：PP-10001、PP-10002、PP-10005、PP-10006、PP-10007、PP-10008、PP-10009

- PP-10010（第一代第二型100噸級）
  - 船長：30.5米、船寬：6.8米、材質：鋼質鋁合金上構、排水量：103噸。
  - 動力：6,200匹（3,100PS x 2）、最高航速：30節。
  - 2000年由台機、龍德造船與中信造船製造。
  - 編號：PP-10010、PP-10017[51]、PP-10018[52]、PP-10019、PP-10020、PP-10022、PP-10023
  - 移交：PP-10011（2000年，移交高雄關稅局，改為海成號）、PP-10013、PP-10015、PP-10016（2000年，以上三艘移交基隆和台中關稅局，改為海恩號、海清號、海良號）

- PP-10026（第二代100噸級）
  - 船長：32米、船寬：7.0米、材質：鋼質鋁合金上構、排水量：118噸。
  - 動力：5,440匹（2,720PS x 2）。
  - 2002年由中信造船廠製造，以前批100噸級巡防艦艇為藍本，主要修改為加高上構高度為雙層，配備20機砲。
  - 編號：PP-10026、PP-10027

- PP-10029（第三代第一型100噸級） 　
  - 船長：34.3米、船寬：7米、材質：全艇鋁合金材質、排水量：94.71噸。
  - 動力：6,220匹（3,110PS x 2）、最高航速：36節。
  - 2005年由蘇澳龍德造船公司設計建造，配備20機砲。
  - 編號：PP-10029

60噸級
- PP-6001
  - 船長：28米、船寬：6.2米、材質：複合材料、排水量：68.1噸。
  - 動力：6,600匹（3,300PS x 2）、最高航速：42節。
  - 1996年由龍德造船公司製造。
  - 編號：PP-6001、PP-6002、PP-6005、PP-6006、PP-6007

55噸級
- PP-5501
  - 船長：26.86米、船寬：5.4米、材質：鋼質、排水量：82.3噸。
  - 動力：2,600匹、最高航速：15節。
  - 本型艇為保七總隊時期接收中華民國海軍移撥之快艇。
  - 編號：PP-5501、PP-5502、PP-5503、PP-5505、PP-5506、PP-5507、PP-5508、PP-5509、PP-5510、PP-5511

50噸級
- PP-5001
  - 船長：25米、船寬：5.8米、材質：FRP、排水量：55.81噸。
  - 動力：3,300匹（1,650PS x 2）、最高航速：32節。
  - 1991年～1993年由龍德造船公司製造。
  - 編號：PP-5001、PP-5002、PP-5003、PP-5005、PP-5006、PP-5007、PP-5008、PP-5010、PP-5011、PP-5012、PP-5013、PP-5015、PP-5016
- PP-5022（第一代第二型50噸級）
  - 船長：25.25米、船寬：5.8米、材質：FRP、排水量：75.53噸。
  - 動力：4,134匹、最高航速：34節。
  - 2000年由大舟造船公司製造。
  - 編號：PP-5022、PP-5023、PP-5025、PP-5026、PP-5027、PP-5028、PP-5029、PP-5030、PP-5031、PP-5032
  - 移交：PP-5017（2000年，移交基隆關稅局，改為海瀛號）、PP-5019（2000年，移交基隆關稅局，改為海東號）、PP-5020（2000年，移交台中關稅局，改為海克號）、PP-5021（2000年，移交台中關稅局，改為海達號）
- PP-5033（第二代50噸級）
  - 船長：25米、船寬：5.8米、材質：FRP、排水量：55.81噸。
  - 動力：3,300匹（1,650PS x 2）、最高航速：34節。
  - 2004年～2005年由龍德與中信造船公司製造。
  - 編號：PP-5033、PP-5035、PP-5037、PP-5038、PP-5039、PP-5050、PP-5051、PP-5052、PP-5053

35噸級
- PP-3501（第一代35噸級）
  - 船長：18.5米、船寬：3.96米、材質：FRP、排水量：28.676噸。
  - 動力：1,300匹（650PS x 2）、最高航速：26節。
  - 本型艇為中華民國海軍移撥之舊型快艇。
  - 編號：PP-3501、PP-3502、PP-3503、PP-3505、PP-3506、PP-3507、PP-3508、PP-3509、PP-3510、PP-3511、PP-3512、PP-3513、PP-3516、PP-3517、PP-3518、PP-3519、PP-3520、PP-3521、PP-3522、PP-3523、PP-3525、PP-3526、PP-3527、PP-3528、PP-3529、PP-3530、PP-3531、PP-3532

30噸級
- PP-3002
  - 船長：20米、船寬：4.8米、材質：複合材料、排水量：28.7噸。
  - 動力：3,300匹（1,100PS x 3）、最高航速：45節。
  - 1995年～1996年由龍德造船公司製造。
  - 編號：PP-3002、PP-3003、PP-3005、PP-3006、PP-3007、PP-3009、PP-3011、PP-3012、PP-3015、PP-3016、PP-3017、PP-3018、PP-3019

20噸級
- PP-2001
  - 船長：16.44米、船寬：4.76米、材質：FRP、排水量：20.73噸。
  - 動力：1,640匹（820PS x 2）、最高航速：40節。
  - 2001年～2002年由龍德造船公司製造。
  - 編號：PP‐2001、PP‐2003、PP‐2005、PP‐2006、PP‐2007、PP‐2008、PP‐2009、PP‐2010、PP‐2012、PP‐2013、PP‐2015、PP‐2016、PP‐2017、PP‐2018、PP‐2019、PP‐2021、PP‐2022、PP‐2023、PP‐2025、PP‐2027、PP‐2028、PP‐2029、PP‐2030、PP‐2031、PP‐2032、PP‐2033、PP‐2035、PP‐2036、PP‐2037、PP‐2038、PP‐2050、PP‐2051、PP‐2052、PP‐2053、PP‐2055、PP‐2056、PP‐2058、PP‐2059、PP-2060[53]、PP‐2061、PP‐2062、PP‐2063、PP‐2065、PP‐2066、PP‐2067

快艇
- CP-1001（多功能巡緝艇）
  - 船長：11米、船寬：3.6米、材質：FRP+充氣式浮管、排水量：6.3噸。
  - 動力：舷外機250HP*2、最高航速：38節、續航力：150浬（約278公里）。
  - 配備：驅離及滅火用噴水柱（或配置T75機槍及40榴彈槍各1挺）、通信/航儀雷達、特高頻無線電（VHF）、NOKIA數位式無線電、三機一體（GPS、測深儀、航跡儀）一組。
  - 編號：CP-1001、CP-1002、CP-1003、CP-1005、CP-1006、CP-1007、CP-1008、CP-1009、CP-1010、CP-1011、CP-1013、CP-1015、CP-1016、CP-1017、CP-1018

- PP-601（M6快艇）
  - 船長：9.5米、船寬：3米、材質：FRP、排水量：5.58噸。
  - 動力：740匹（370PS*2）、最高航速：38節。
  - 2004年由龍德造船公司製造。
  - 編號：PP-601、PP-602、PP-603、PP-605、PP-607、PP-608、PP-609、PP-610、PP-611

- SF-801（M8快艇）
  - 船長：8.2米、船寬：2.95米、材質：FRP、排水量：2.55噸。
  - 編號：SF-801、SF-802、SF-803、SF-804、SF-805、SF-806

- PP-201（M4艇）
  - 船長：6.5米、船寬：2.5米、材質：FRP、排水量：1.7噸。
  - 動力：200匹、最高航速：38節。
  - 1990年～1992年由榮塑造船公司、齊翔造船公司製造。
  - 編號：PP-201～PP-230

除污船
- ORB-01
  - 船長：26.86米、船寬：5.4米、材質：鋼質、排水量：82.3噸。
  - 動力：2,600匹、最高航速：16節。
  - 本船由接收中華民國海軍移撥之55噸級快艇改裝，配置台中港作為除污人員訓練用，於2005年11月7日退役。
  - 編號：ORB-01

## 武器

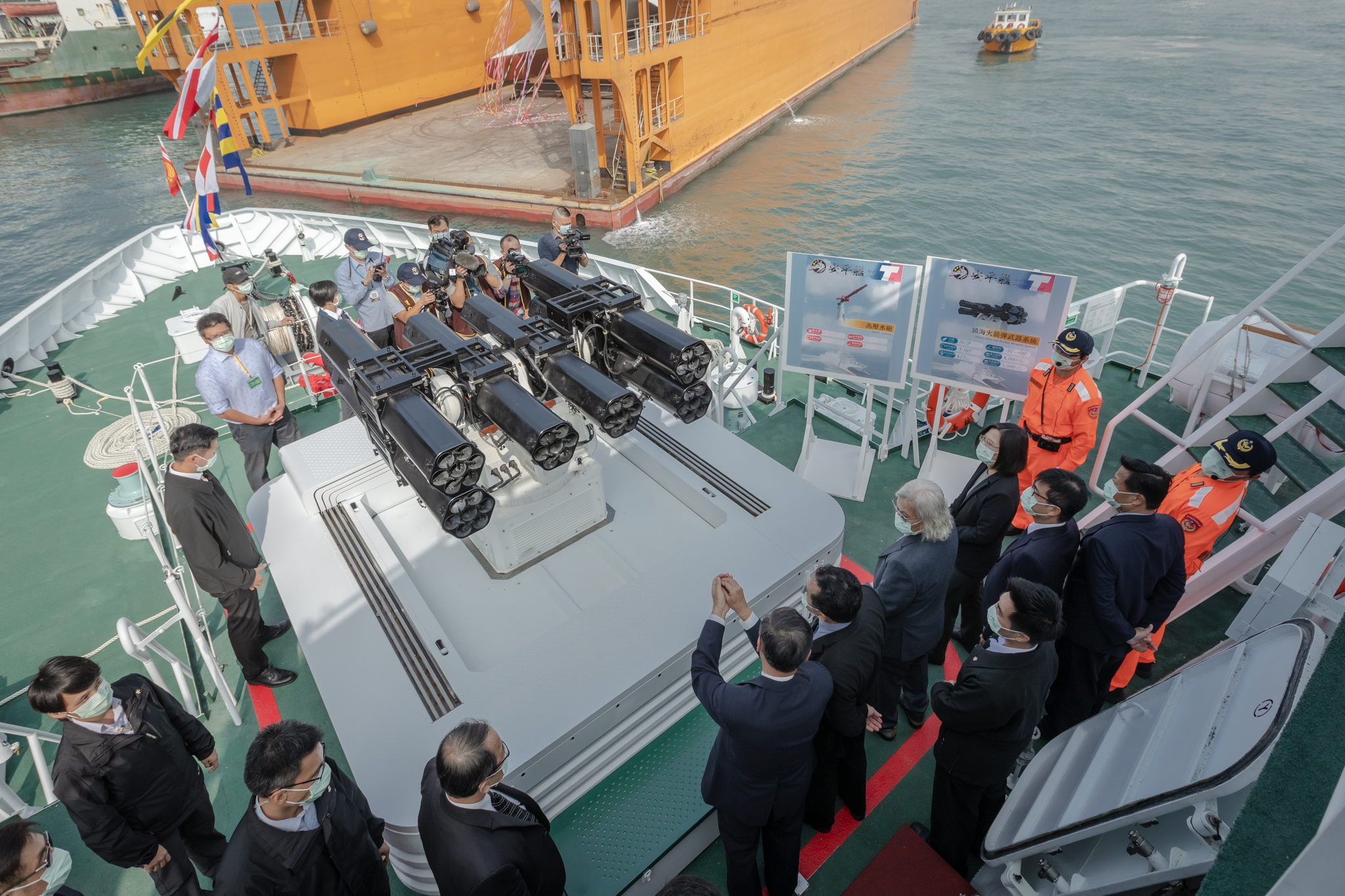
安平艦上搭載的鎮海火箭彈系統
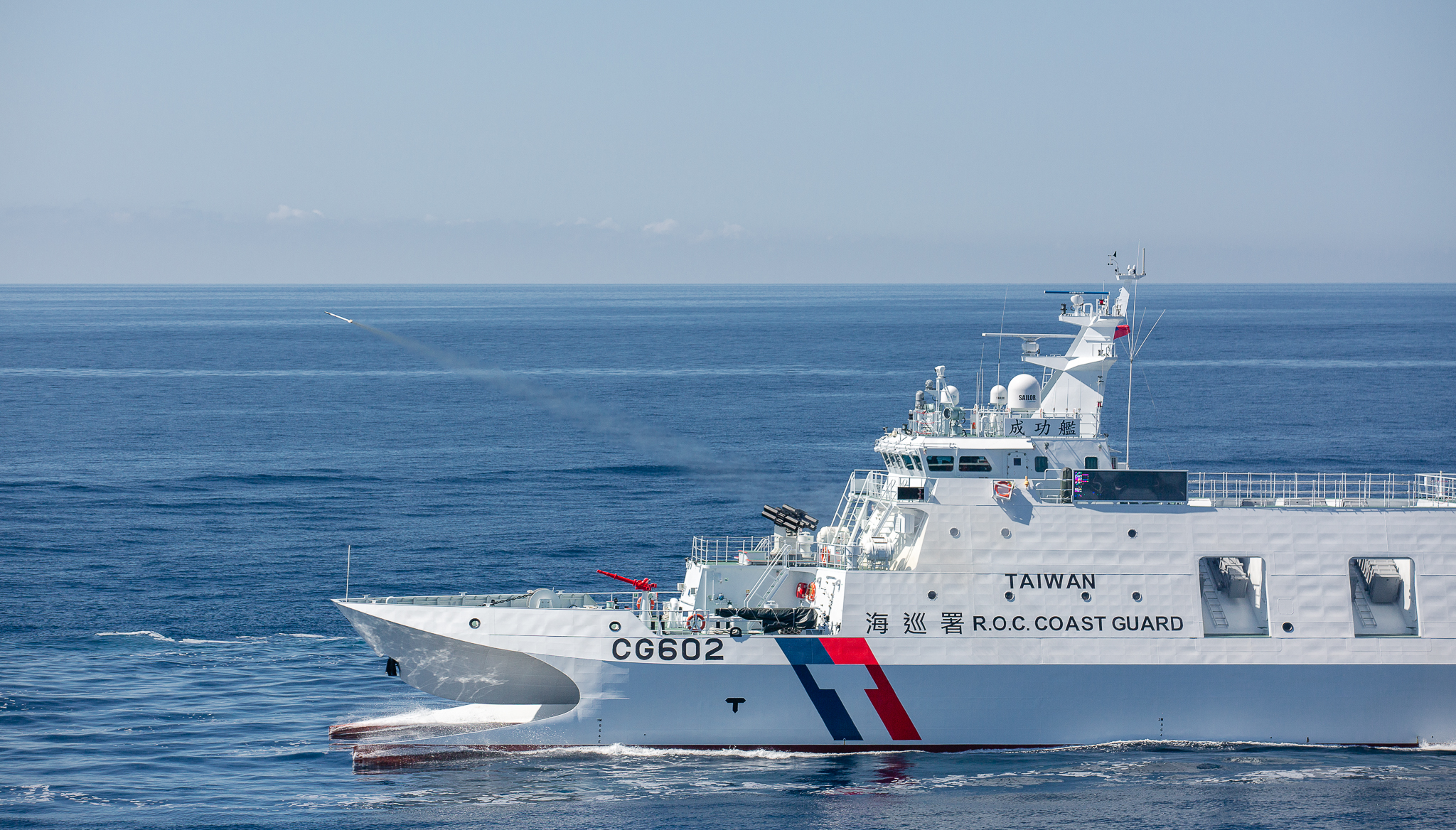
成功艦鎮海火箭彈系統射擊火箭彈
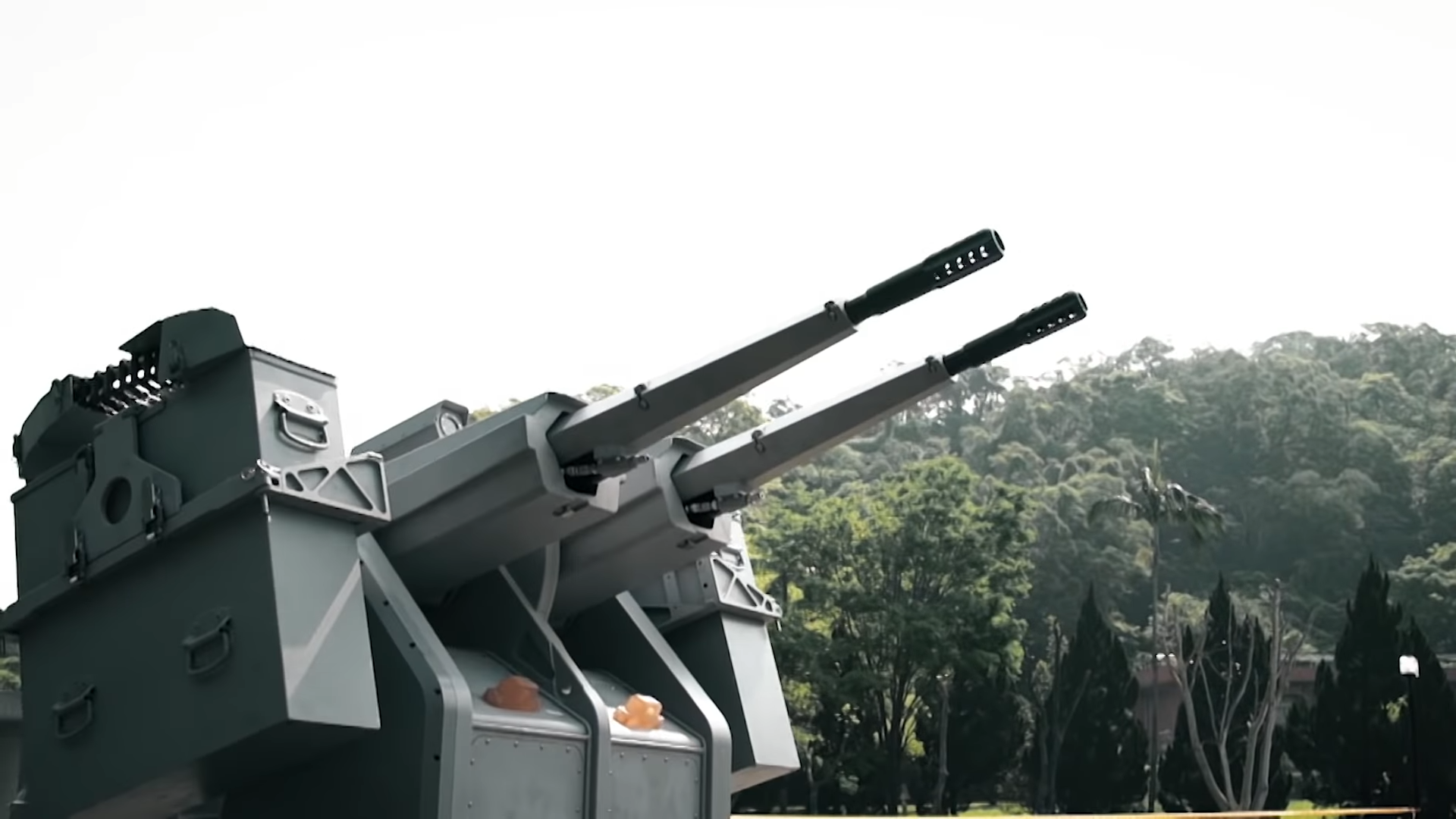
XTR-102雙管獨立光電式遙控槍塔
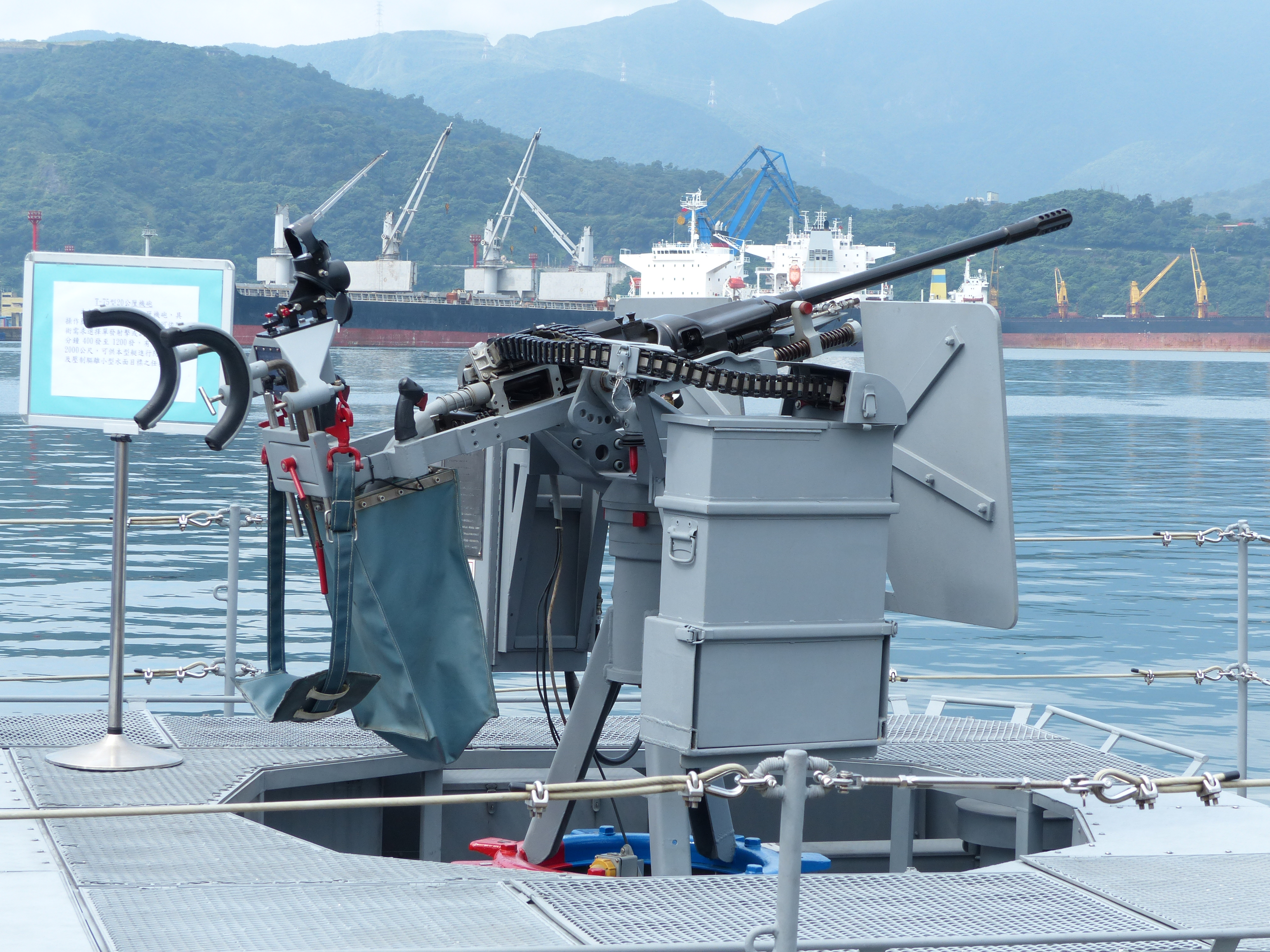
T-75S 20毫米機關砲
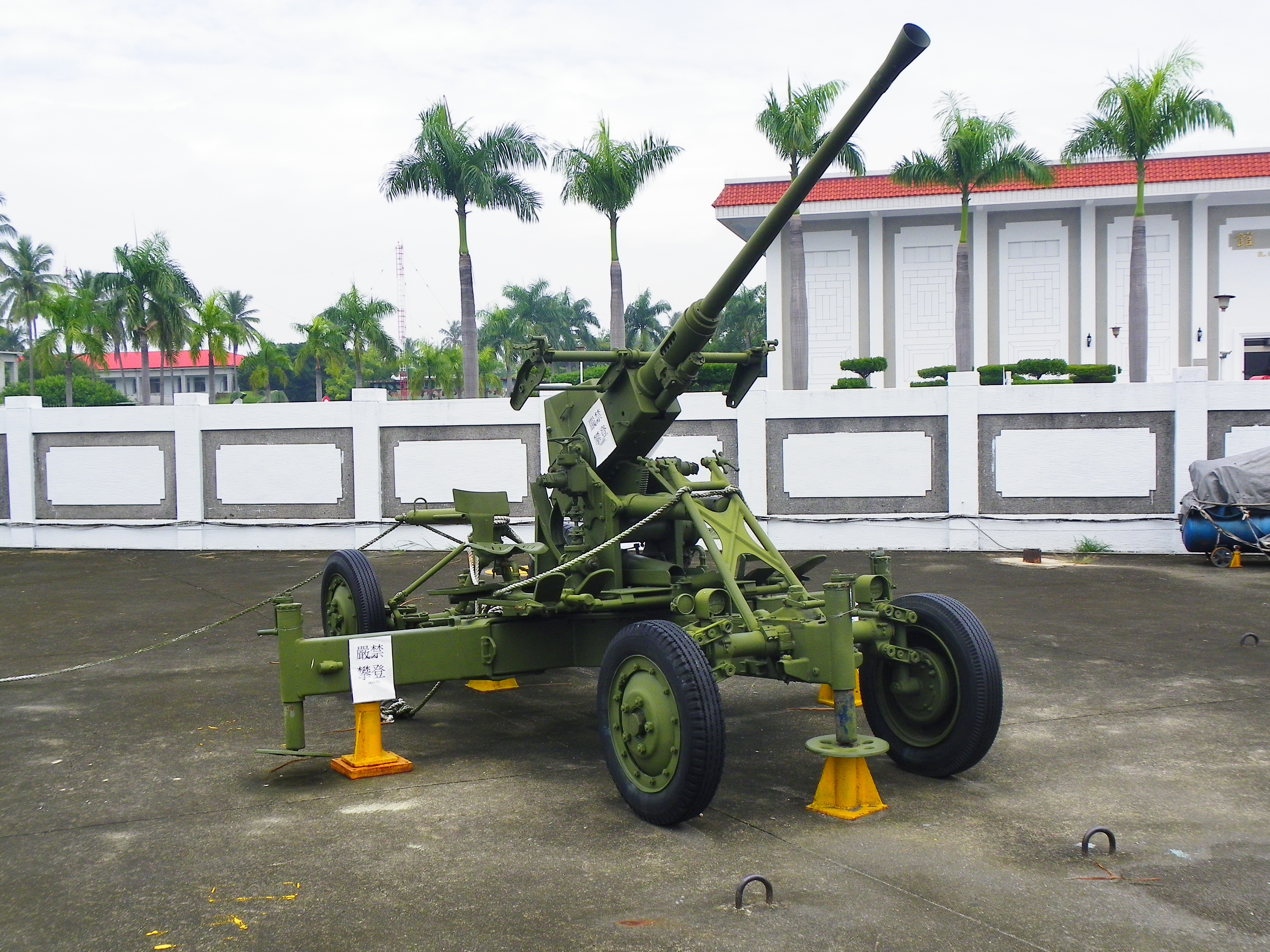
Bofors L/60 40mm高射炮
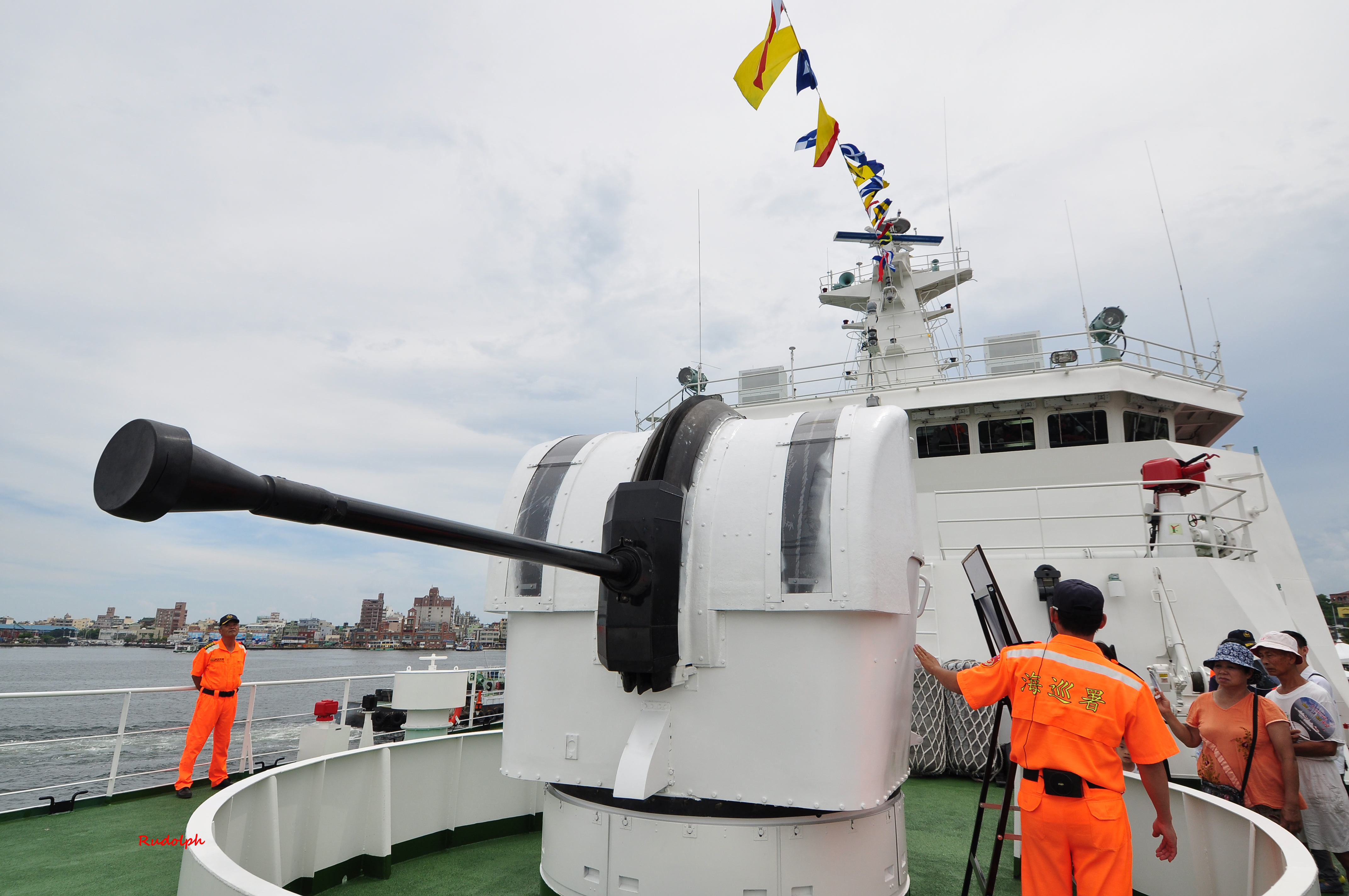
高雄艦(CG-129)艦艏Bofors L/70 40mm艦炮
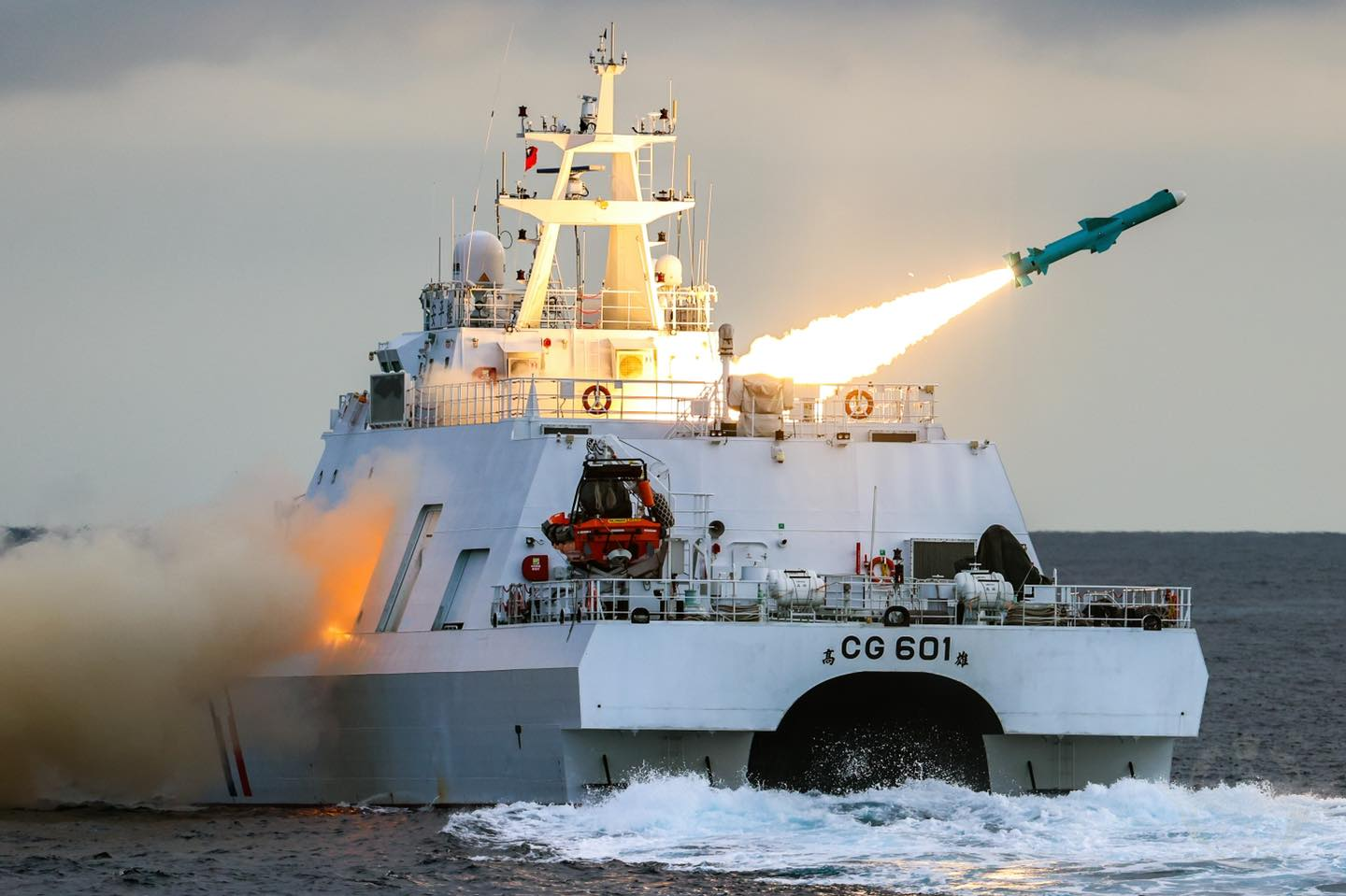
發射雄風二型反艦飛彈的安平艦(CG-601)
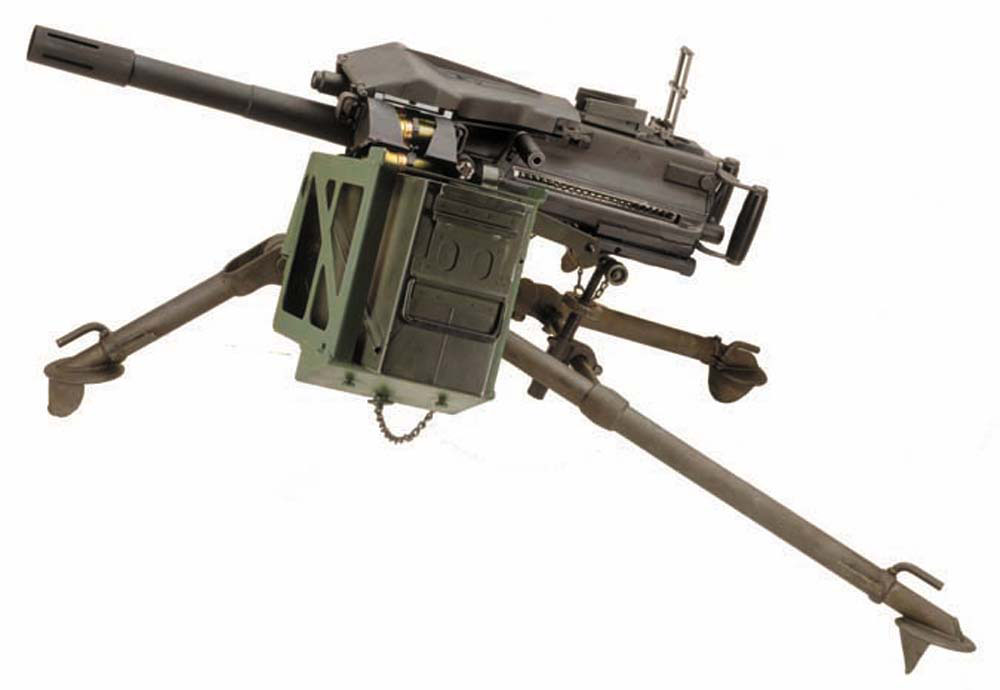
Mk 19自動榴彈發射器
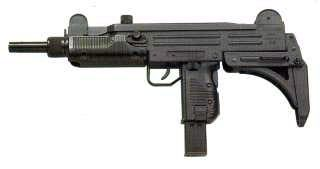
烏茲衝鋒槍
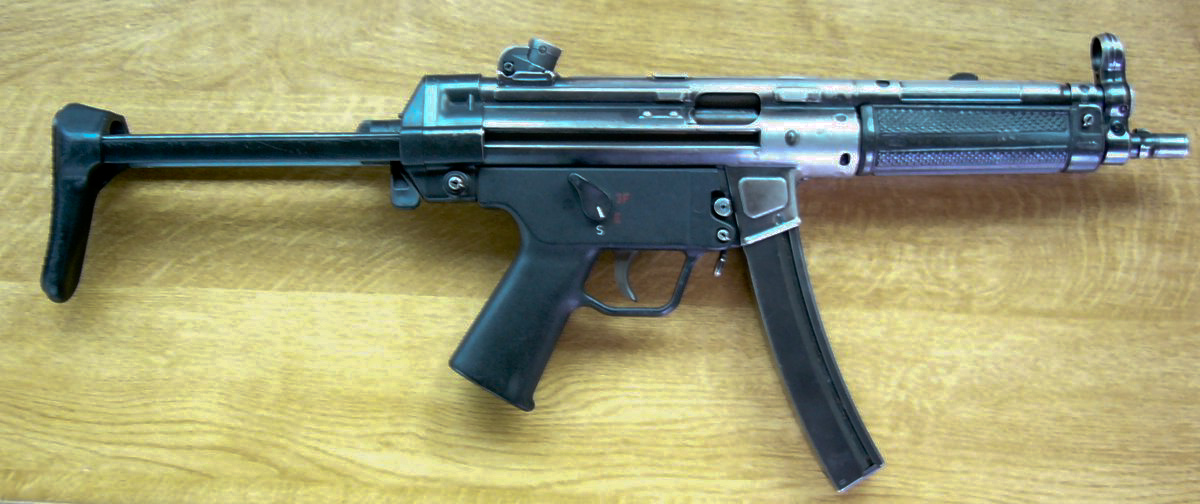
HK MP5衝鋒槍
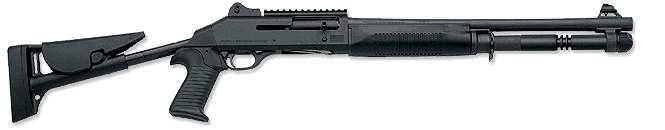
伯奈利M4 Super 90半自動霰彈槍
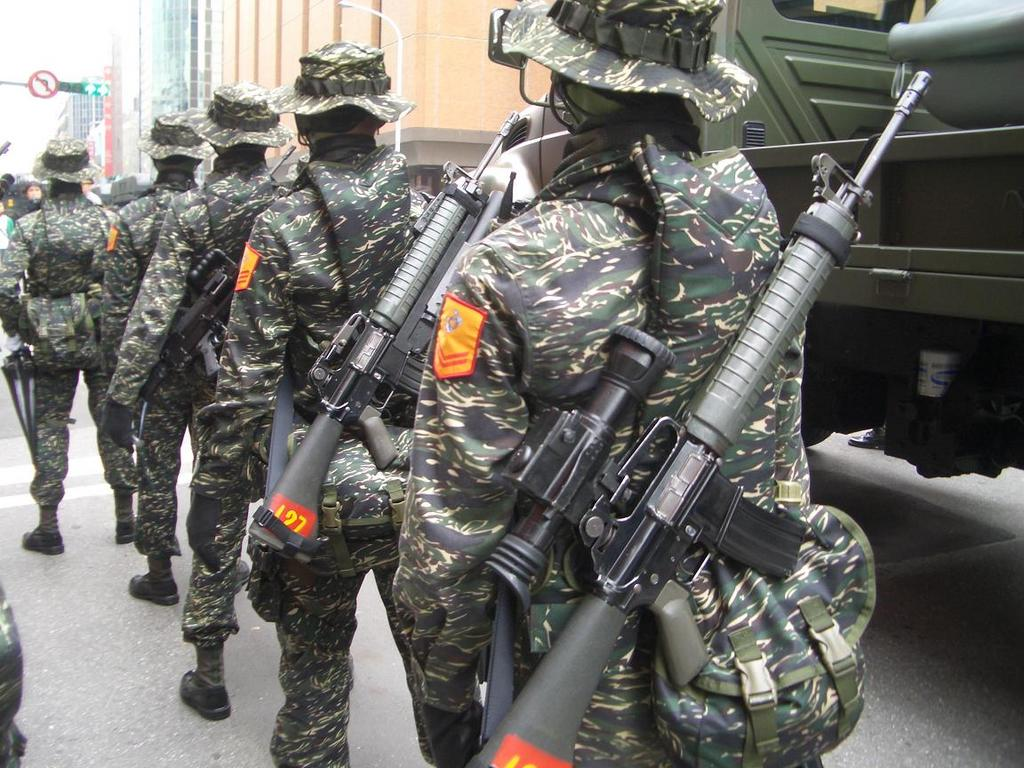
T65K2突擊步槍
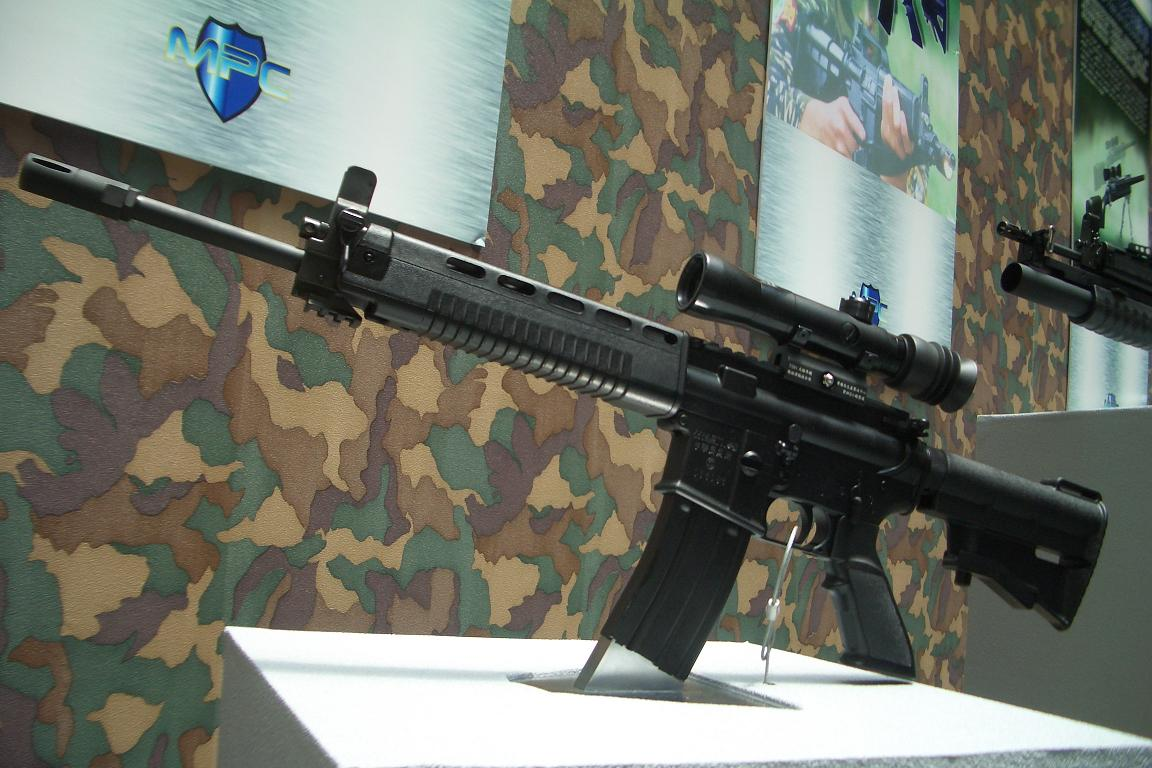
T91戰鬥步槍
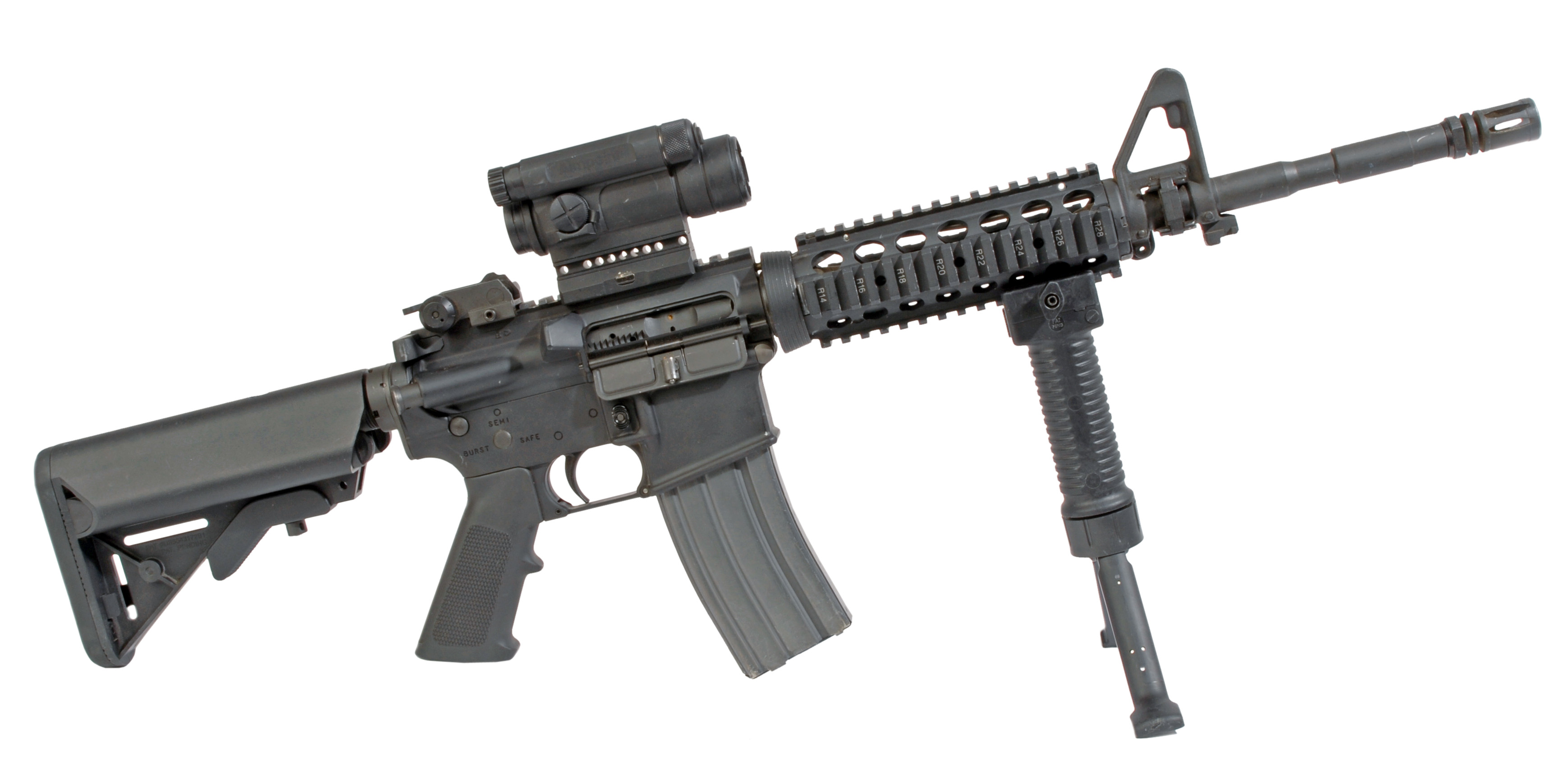
M4卡賓槍
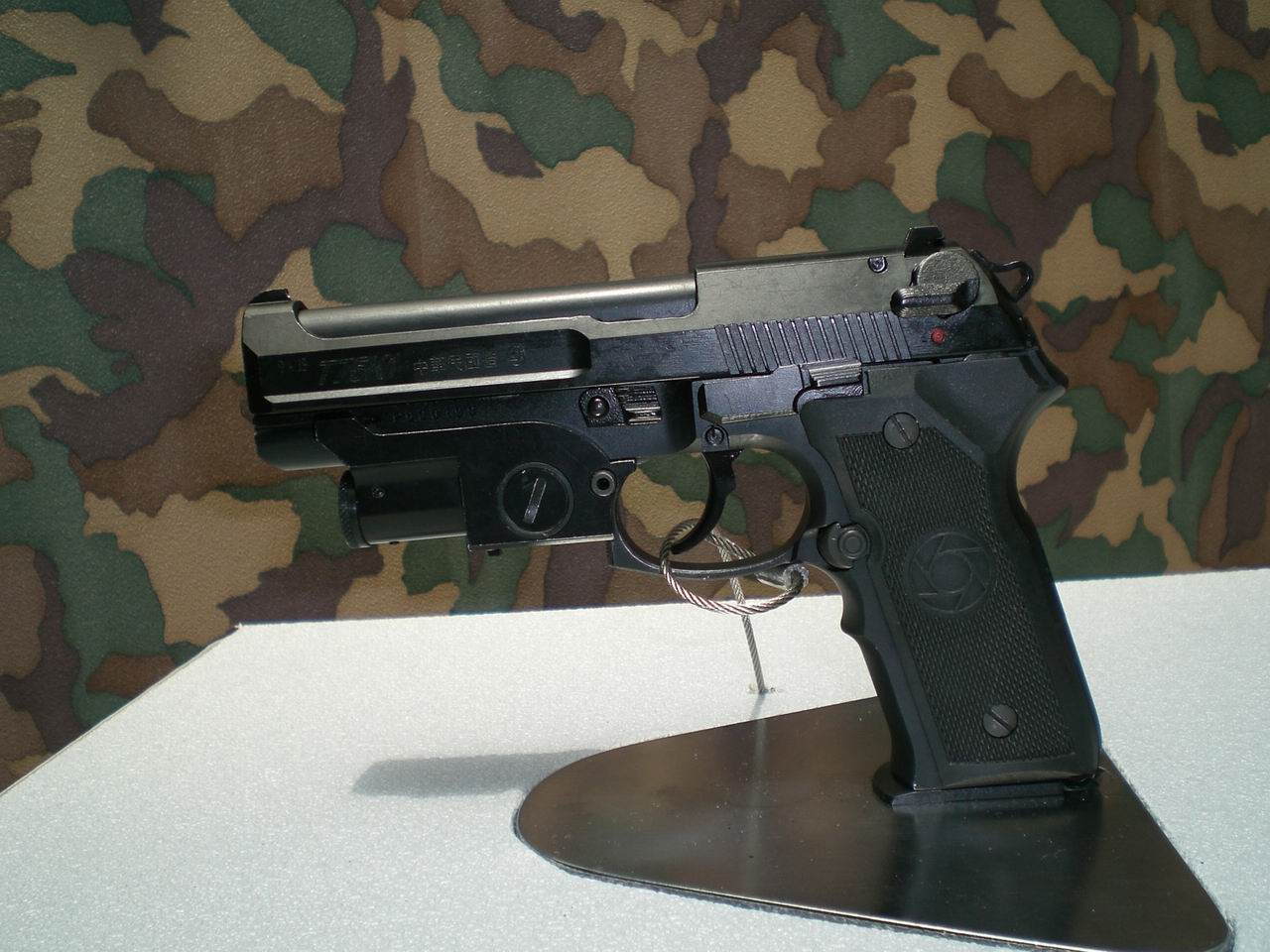
T75手槍
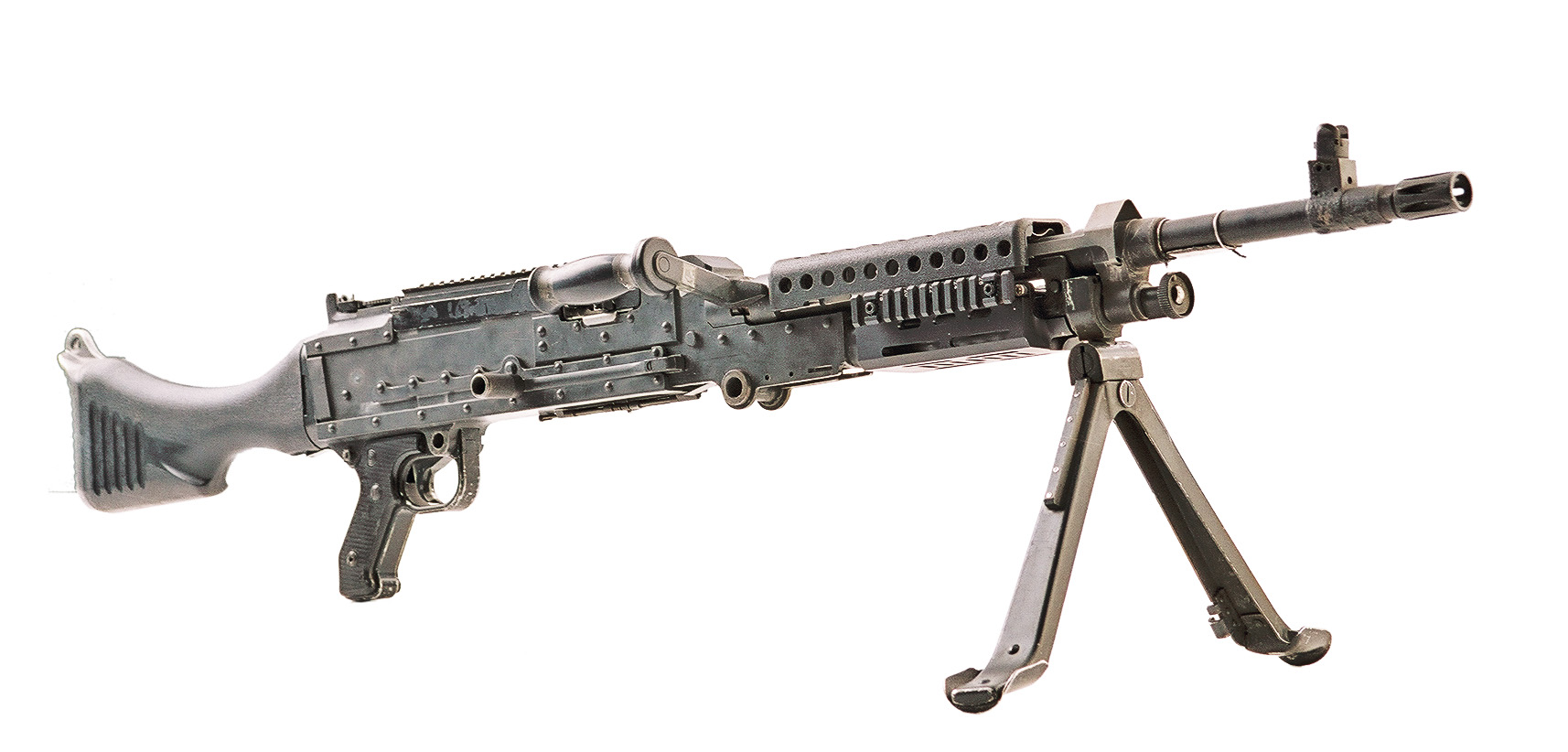
M240通用機槍
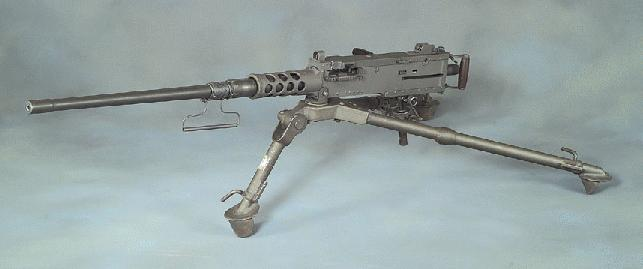
白朗寧M2重機槍
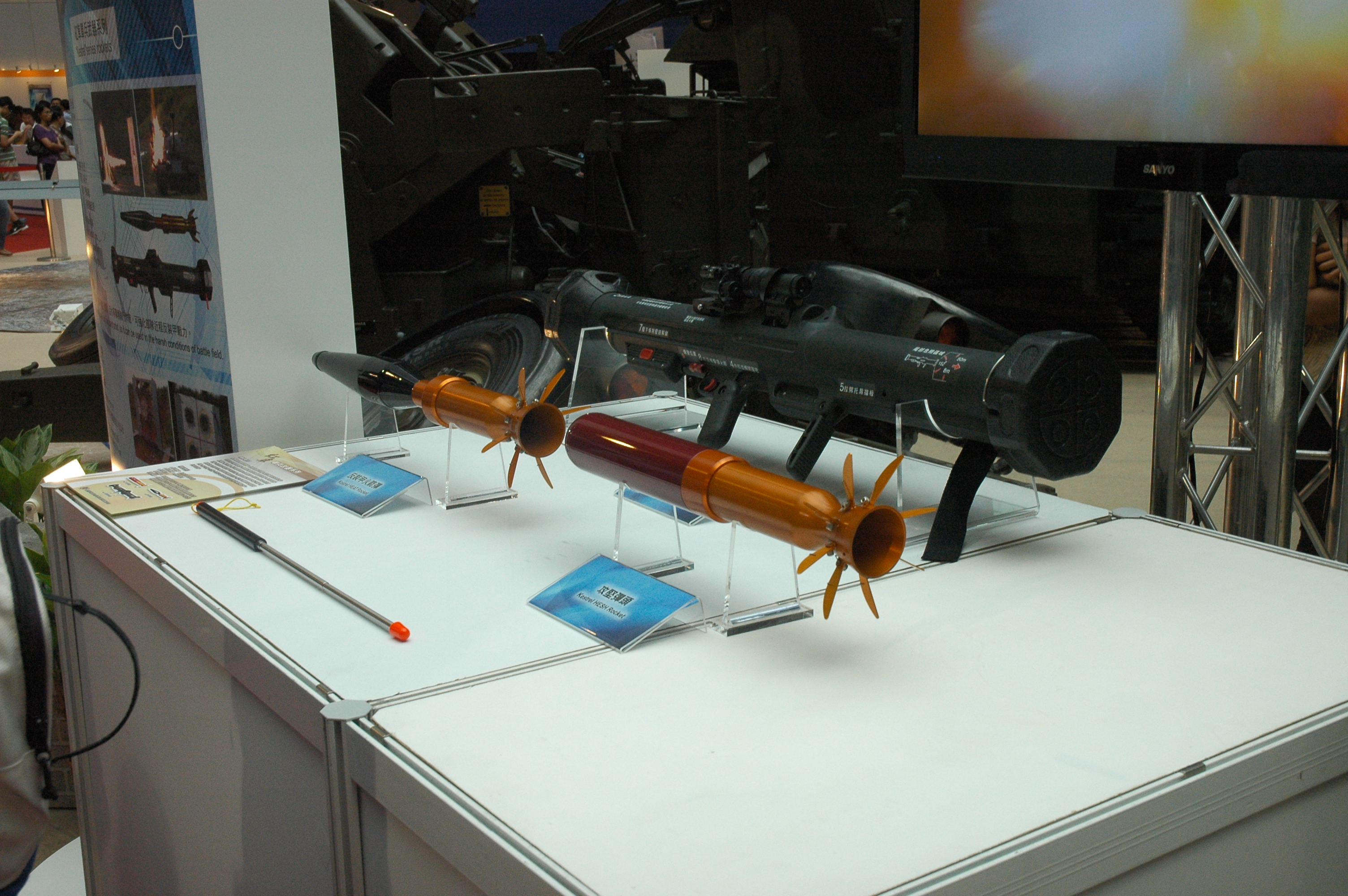
紅隼反裝甲火箭
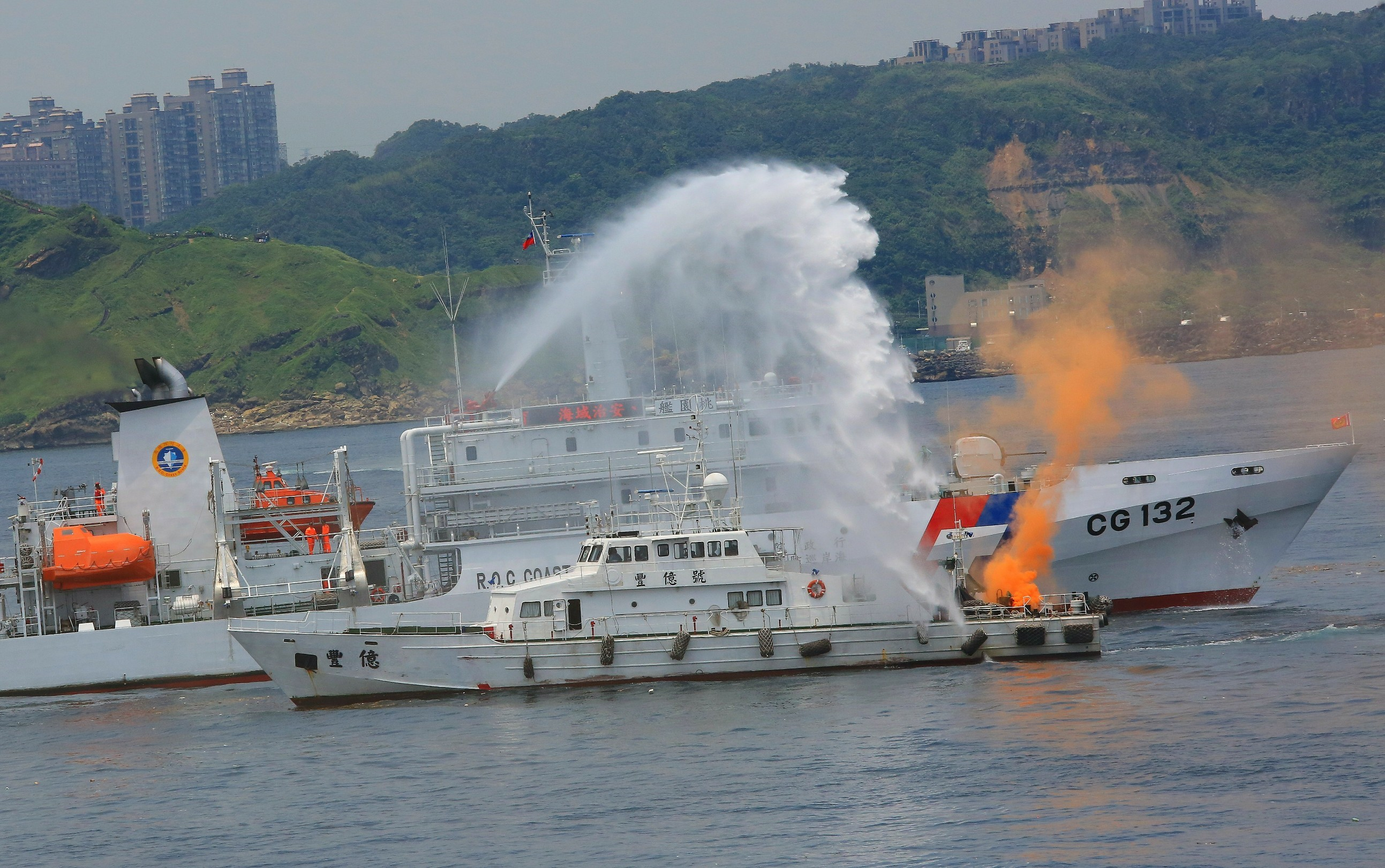
水炮
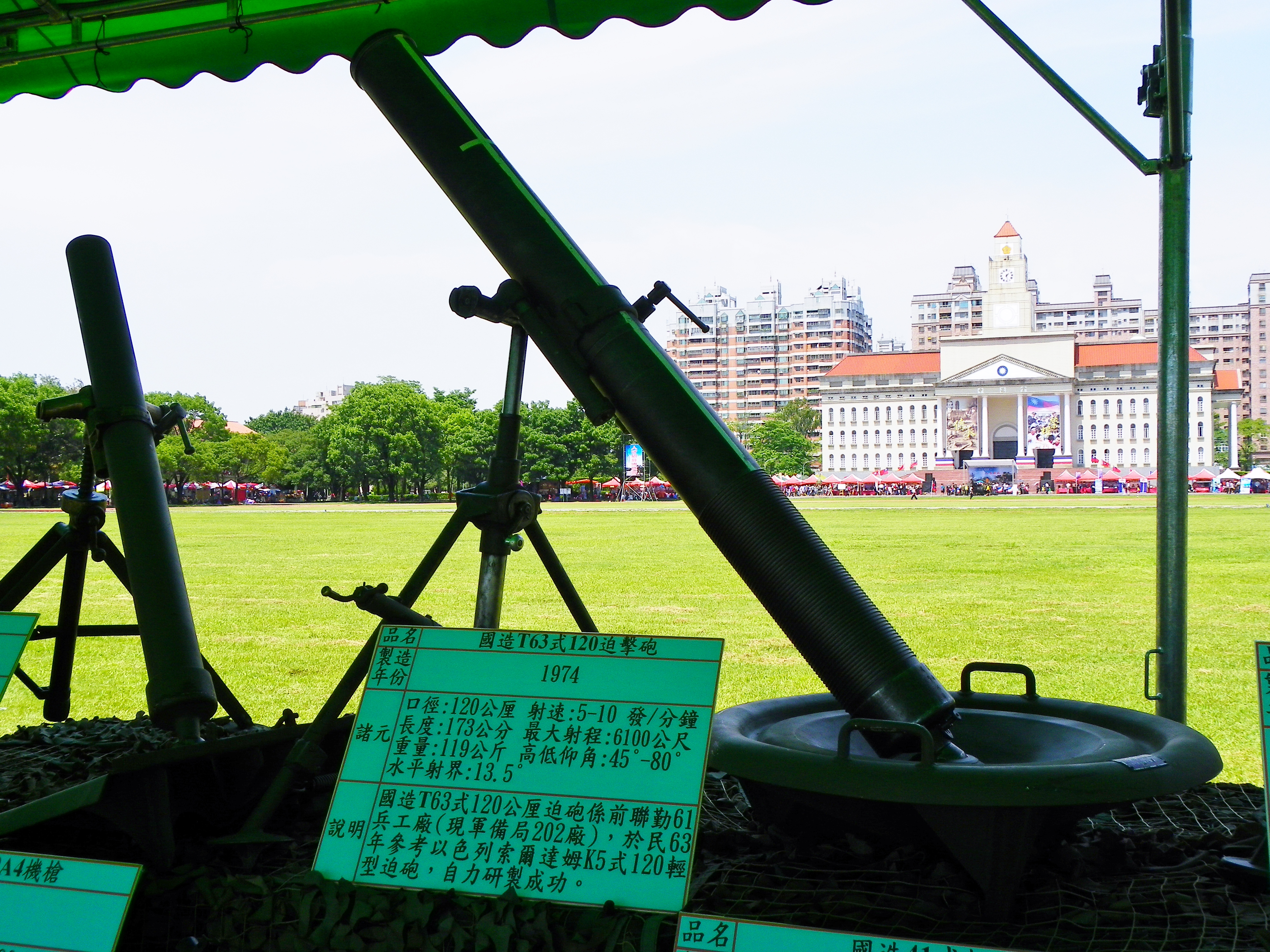
63式120公釐迫擊砲
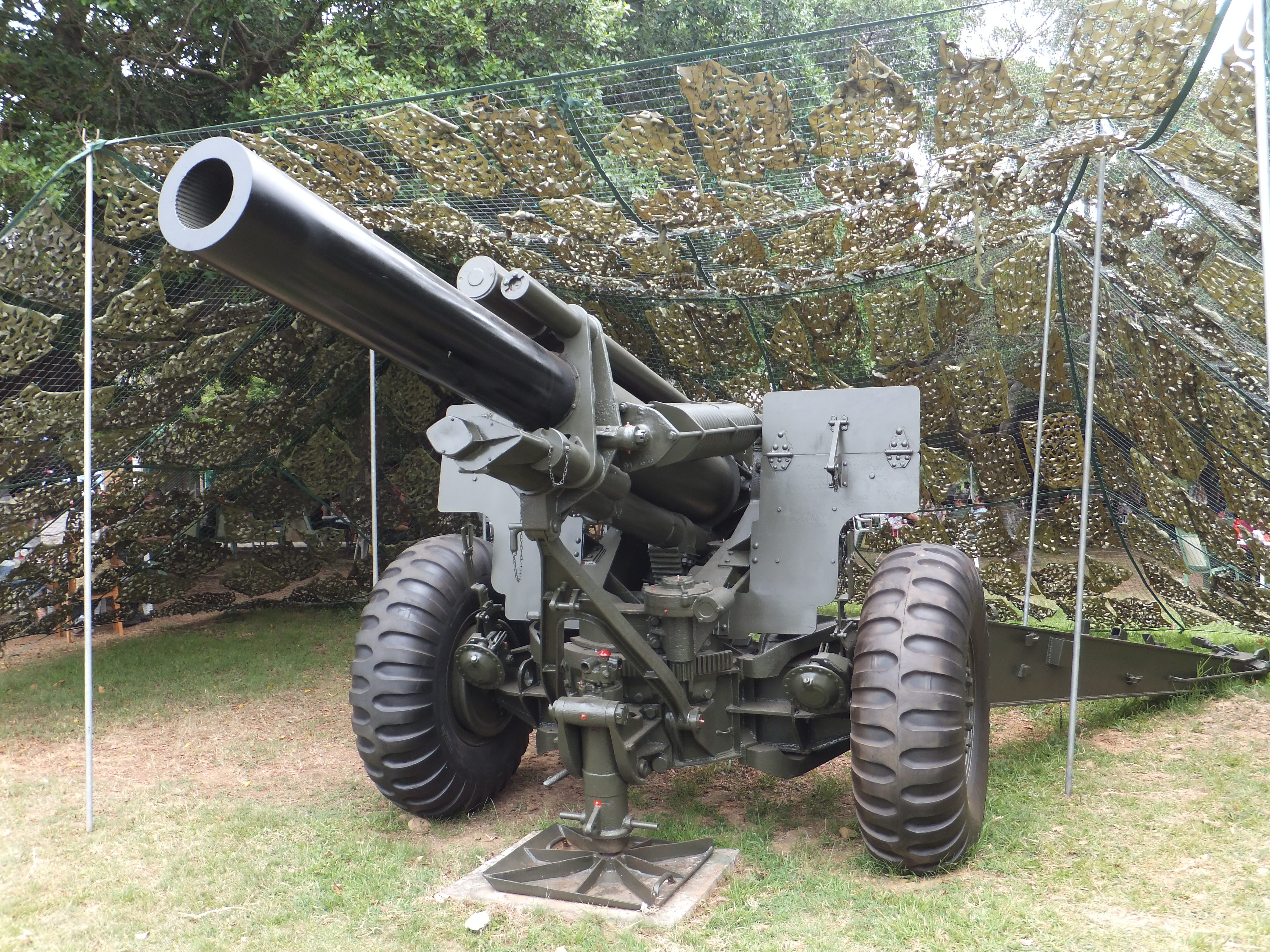
T-65榴彈炮

| 飛彈： - 雄風二型反艦飛彈（艦艇使用） 火炮： - 波佛斯40公釐高射砲（東南沙分署東沙、南沙指揮部） - 51式106毫米無後座力炮（部份退役） - 63式120毫米迫擊炮（東南沙分署東沙、南沙指揮部） - T-65 155毫米榴彈炮（東南沙分署東沙、南沙指揮部） - T-75式60公釐迫擊炮（東南沙分署東沙、南沙指揮部） - T-75 81公釐迫擊炮（東南沙分署東沙、南沙指揮部） 機砲： - T-75 20毫米機砲（東沙、南沙指揮部、艦艇上使用） - Mk 19 40毫米自動榴彈發射器（東南沙分署東沙、南沙指揮部） | 機槍： - M60通用機槍 - M240通用機槍 - T74排用機槍 - T75班用機槍 - 白朗寧M2重機槍 遙控武器系統 - 鎮海火箭彈系統（艦艇上使用） - 近程自動化防禦武器系統（艦艇上使用） - 40毫米70倍徑艦炮（艦艇上使用） 反裝甲武器： - 紅隼反裝甲火箭（東南沙分署東沙、南沙指揮部） - AT4反坦克火箭筒（東南沙分署東沙、南沙指揮部） | 步槍： - M16突擊步槍 - T65K2突擊步槍 - T91戰鬥步槍（海巡特勤隊） - M4卡賓槍（海巡特勤隊） - HK416突擊步槍（海巡特勤隊） - Mk 18卡賓槍（海巡特勤隊） 狙擊步槍： - PSG-1狙擊步槍（海巡特勤隊） 手槍： - SIG P226半自動手槍（海巡特勤隊） - T75手槍 - T75K3手槍 衝鋒槍： - 烏茲衝鋒槍 - T77衝鋒槍（海巡特勤隊） - MP5衝鋒槍（海巡特勤隊） 散彈槍： - 伯奈利M4 Super 90半自動霰彈槍（海巡特勤隊） - 雷明登870泵動式霰彈槍 | 非致命武器： - 拋射式電擊槍 夜視鏡： - TS96單筒單眼夜視鏡 |

## 航空機

### 有人機
海巡署曾獨自成立空中偵巡隊，使用向德安航空租用之Bell-412SP、BK-117型直升機，後於2002年曾計畫購置5架定翼機與12架旋翼機(輕型、中型各6架)，但在2005年空勤總隊成立後，現階段海巡署之載人飛行器均由空勤總隊支援，海巡署目前沒有航空機隊。海洋委員會空中機隊預定未來會成立，海洋委員會海巡署於2019年11月5日召開第一次「籌建空中能量評估規劃會議」，初步規劃若要將南海太平島納入海空偵巡範圍，預計要建立12架定翼機與8架直升機的規模，成立空中機隊的預算初估至少要新台幣50億元的經費。
目前海巡署表示，有關海巡空中兵力發展，採循序漸進分階段辦理，第一階段發展無人機，包括建置近、中、遠程無人機，以達全海域監偵目標；第二階段就近、中、遠程無人機建置後的運用情形，若有勤務不足需求，再評估籌建有人機，全案將落實辦理無人機籌建計畫，結合實需研議提升海空偵巡能量。

### 無人機

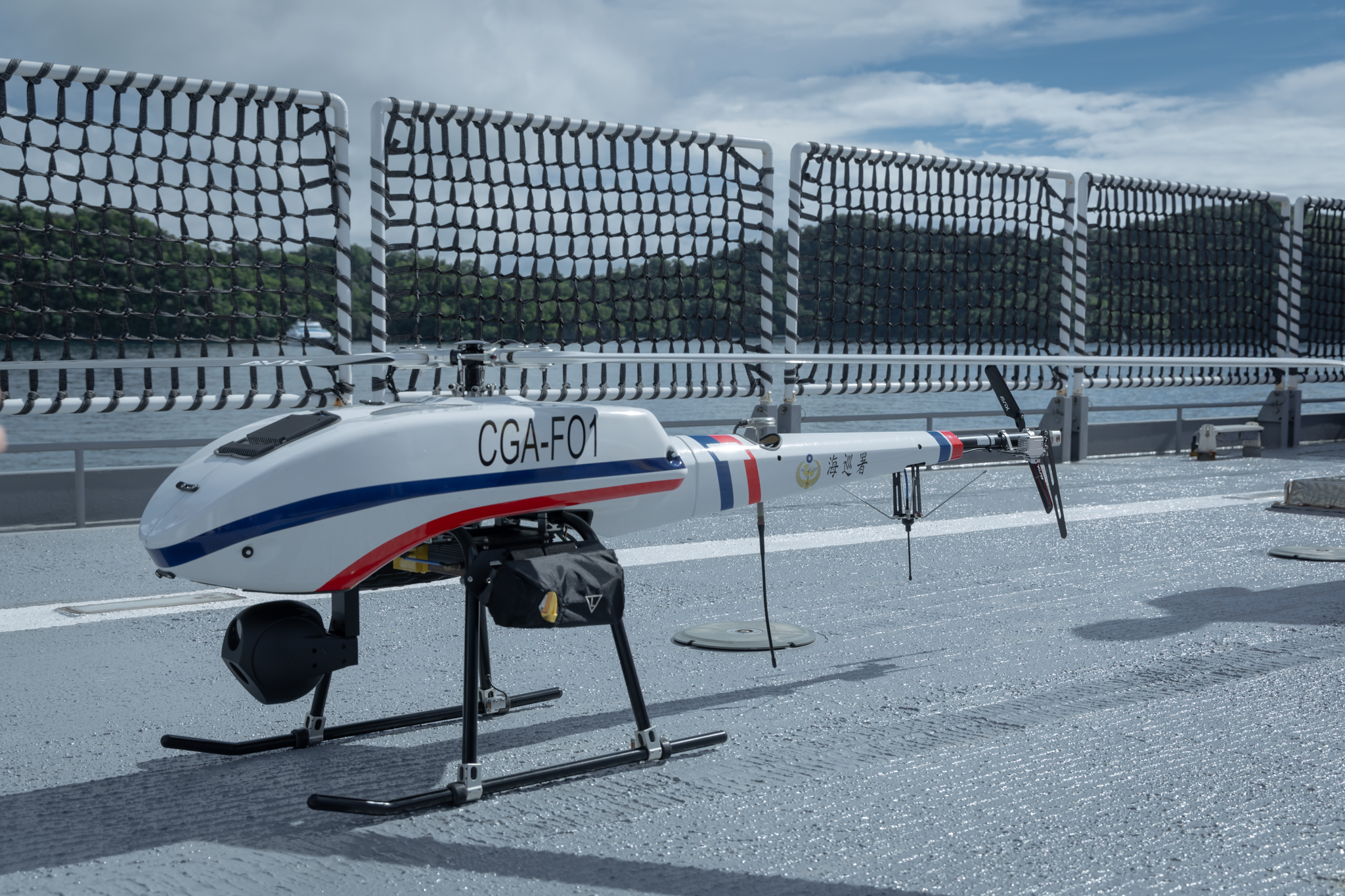
AXH-E230RS型無人機

| 機型         | 種類             | 架數 | 原屬   | 現況   | 特色                                                              |
| ------------ | ---------------- | ---- | ------ | ------ | ----------------------------------------------------------------- |
| AXH-E230RS   | 單旋翼無人直升機 | 20架 | 海巡署 | 服役中 | 神通科技、田屋科技、仲碩科技遠距即時偵蒐監控多功能無人直升機 20架 |
| 跳躍20無人機 | 垂直起降直升機   | 若干 | 海巡署 | 服役中 | 情監偵                                                            |